# Проспект Ленина (Мурманск)
Проспе́кт Ле́нина — одна из главных улиц Мурманска. Проходит с юга на север через центр города. Назван в честь Владимира Ильича Ленина, русского революционера и политического деятеля. Ранее носил название «Варяжский проспект», «Советская улица», «проспект Сталина». На проспекте расположены монументальные здания различных архитектурных стилей.

## История проспекта
Южная часть нынешнего проспекта Ленина от площади Пяти Углов когда-то носила название Варяжский проспект, который в 20-е годы XX века переименовали в проспект И. В. Сталина. В 1924 году Советскую улицу переименовали в проспект Ленина.
Тогда проспект пролегал от улицы Карла Либкнехта по улице Самойловой. 14 октября 1957 года он стал протяжённее: в его состав включили проспект Сталина. В октябре 1974 года к проспекту Ленина присоединили участок Кольского шоссе от Варничного ручья до магазина «Молодёжный».
До 1930-х годов проспект был застроен бараками, а также от площади Пяти Углов до Милицейской улицы лежали рельсы «декавильки».
В 1934 году одним из первых принял жильцов дом, выходящий углом в Пионерский переулок. Его возводил прораб Н. А. Селезнёв. Почти одновременно шло сооружение двух семиэтажных домов «Мурманрыбы». Строители заложили их в феврале и мае 1934 года, а в ноябре 1935 года дома были готовы. В этих домах применён принцип зеркального отображения. Кроме того, архитектор В. Овчинников, по проекту которого строились эти два дома, планировал связать их между собой аркой через улицу Красноармейскую (теперь улица Капитана Егорова). Его замысел с аркой так и остался неосуществлённым, но арматуру всё же вывели из стен наружу. Эти дома проектировались по личному указанию наркома снабжения СССР А. И. Микояна специально для плавсостава рыболовного флота, поэтому их прозвали «капитанскими».
На другой стороне проспекта немного раньше был сдан и заселён «Дом специалиста», построенный в стиле конструктивизма. Его фасад проектировал архитектор Е. А. Левинсон. В 1937 году рядом с «Домом специалиста» был построен П-образный дом.
Принцип зеркального отображения, применённый при постройке «капитанских» домов, воплощён и в двух — тоже семиэтажных — домах, несколько позже возведённых по обе стороны проспекта — севернее Пионерского переулка по проекту архитектора В. Оленёва.
Весной 1935 года на проспекте была построена школа № 10 (теперь гимназия № 2), а в 1936 году был построен педтехникум. Сейчас в этом здании располагается один из корпусов МАГУ. Каменное строительство затронуло и деревянную часть проспекта к северу от площади Пяти Углов. Появились Центральный гастроном и госпиталь, а на углу с улицей Карла Маркса был построен дом Главсевморпути. Он был построен 24 ноября 1938 года. Тогда в нём разместились управление пароходства, политотдел, торговое отделение Севморпути, «Арктикснаб», строительная и зверобойная конторы, обком союза работников Севморпути и транспортное агентство, а также гостиница на 15 номеров.

Во время войны проспект был разрушен: много домов выгорели, а каменные дома были повреждены ударами бомб и тоже сгорели, так как перекрытия и внутренние перегородки были выполнены из дерева. По проспекту уходили партизаны и бойцы Полярной дивизии, а также был посажен самолёт «фокке-вульф»; по нему в 1944 году шли колонны немецких военнопленных.
После войны проспект был заасфальтирован, дома восстановлены, началось строительство новых. Первыми поднялись дома, примыкающие с юга к площади Пяти Углов по проекту архитекторов В. Петрова и Н. Вейса. Кроме того, были возведены дома на перекрёстке с улицей Володарского. Здание школы № 6, так и остававшееся сгоревшим и разрушенным, архитекторы Я. З. Лейте, Н. П. Савкевич, П. А. Медведев и А. И. Прибыльский переоборудовали под краеведческий музей, который открыл двери для посетителей 3 ноября 1957 года. Построенный рядом с музеем Дом Советов был построен немного раньше — в 1949 году. Оно было построено для органов внутренних дел и госбезопасности. С начала 1960-х годов там разместились городские и областные органы власти.
На другой стороне проспекта рядом с Домом Советов на месте оврага был построен стадион по проекту архитекторов Л. Сизикова и А. Могичевского.
Но на проспекте также преобладали и деревянные здания. Они были расположены между улицами Профсоюзов и Воровского, а также в районе площади Пяти углов и до Кольского шоссе. В 1970-х годах на проспекте были построены универмаг «Детский мир», здание института «Мурманскпромпроект» и здание АМТС. Среди довоенных зданий, построенных выше Варничного ручья, можно выделить Дом офицеров Мурманского гарнизона. Одними из последних были построены здания комитета по образованию города Мурманска, магазина «О`кей», делового центра «Жемчужина», Детского театрального центра, построенного по личной инициативе первого мэра Мурманска Олега Петровича Найдёнова.

## Памятники
- Памятник городам-побратимам. Открыт в 1979 году. Архитектор — В. А. Дегтярёв.
- Памятник ледоколу «Ермак». Открыт в 1965 году. Архитектор — Н. П. Быстряков. Мозаист — А. С. Николаев. Художник — Н. П. Быстряков.
- Памятник солдатам правопорядка, погибшим при исполнении служебного долга. Открыт в 2005 году.
- Памятник сотрудникам милиции и органам госбезопасности, погибшим при исполнении служебного долга. Открыт в 2000 году.
- Памятник Анатолию Бредову. Открыт в 1958 году. Архитектор — А. Антонов. Скульпторы: А. Долиненко, В. Татарович, Г. Ястребинецкий.
- Памятник Владимиру Ленину. Открыт в 1957 году. Скульпторы: Н. Томский и Л. Сизиков.
- Памятник 6 — й героической комсомольской батарее. Открыт в 1959 году. Архитектор — Д. Водолажский.
- Памятник воинам Полярной дивизии. Открыт в 1974 году. Архитектор — Ф. С. Таксис. Скульптор — Г. А. Глухих.
- Памятник Мурманчанам, погибшим при исполнении воинского долга и защите интересов Отечества. Открыт в 2001 году.
- Памятник пограничникам Арктики. Открыт в 2013 году.

Памятники на проспекте Ленина
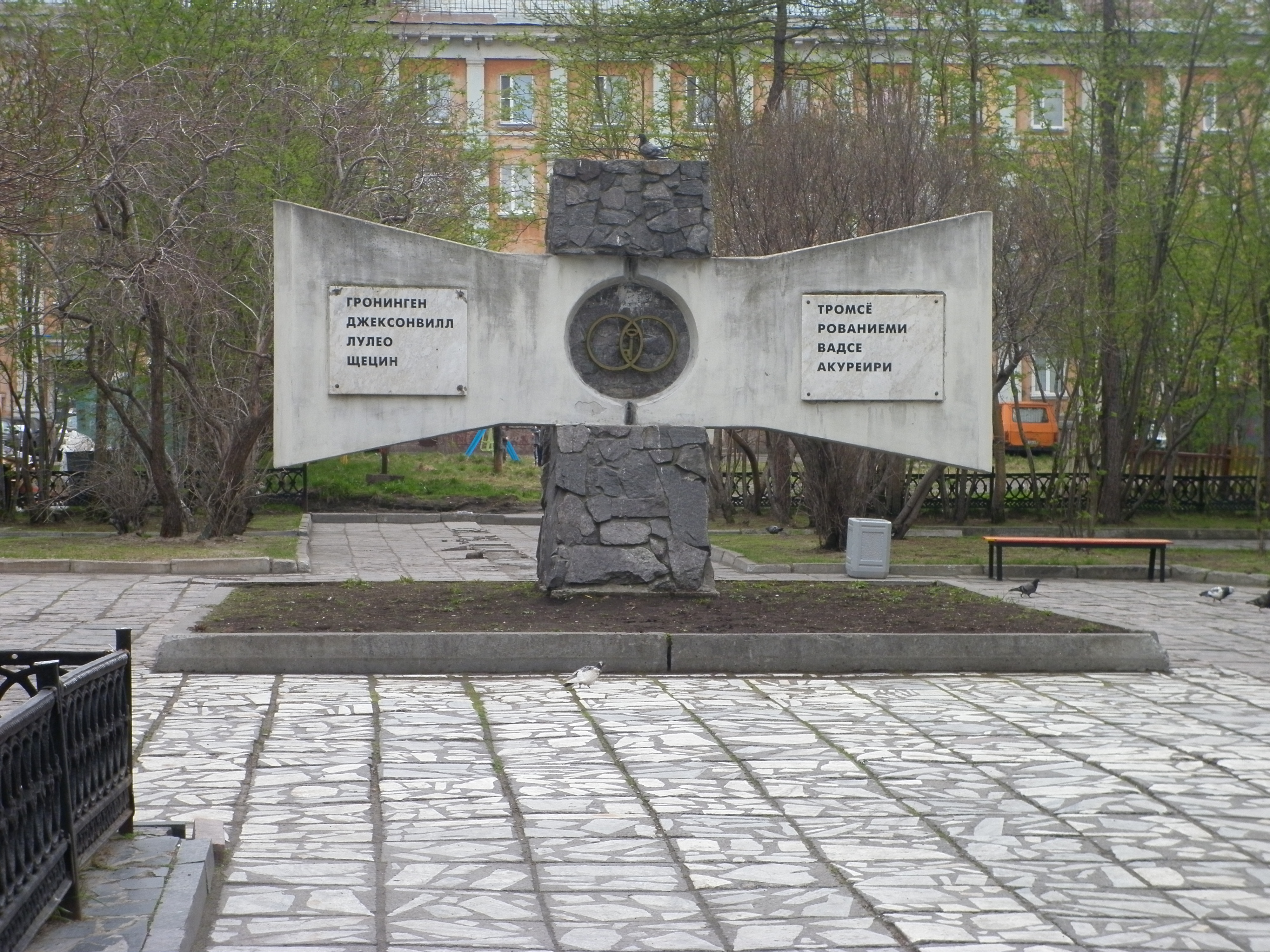
Памятник городам-побратимам
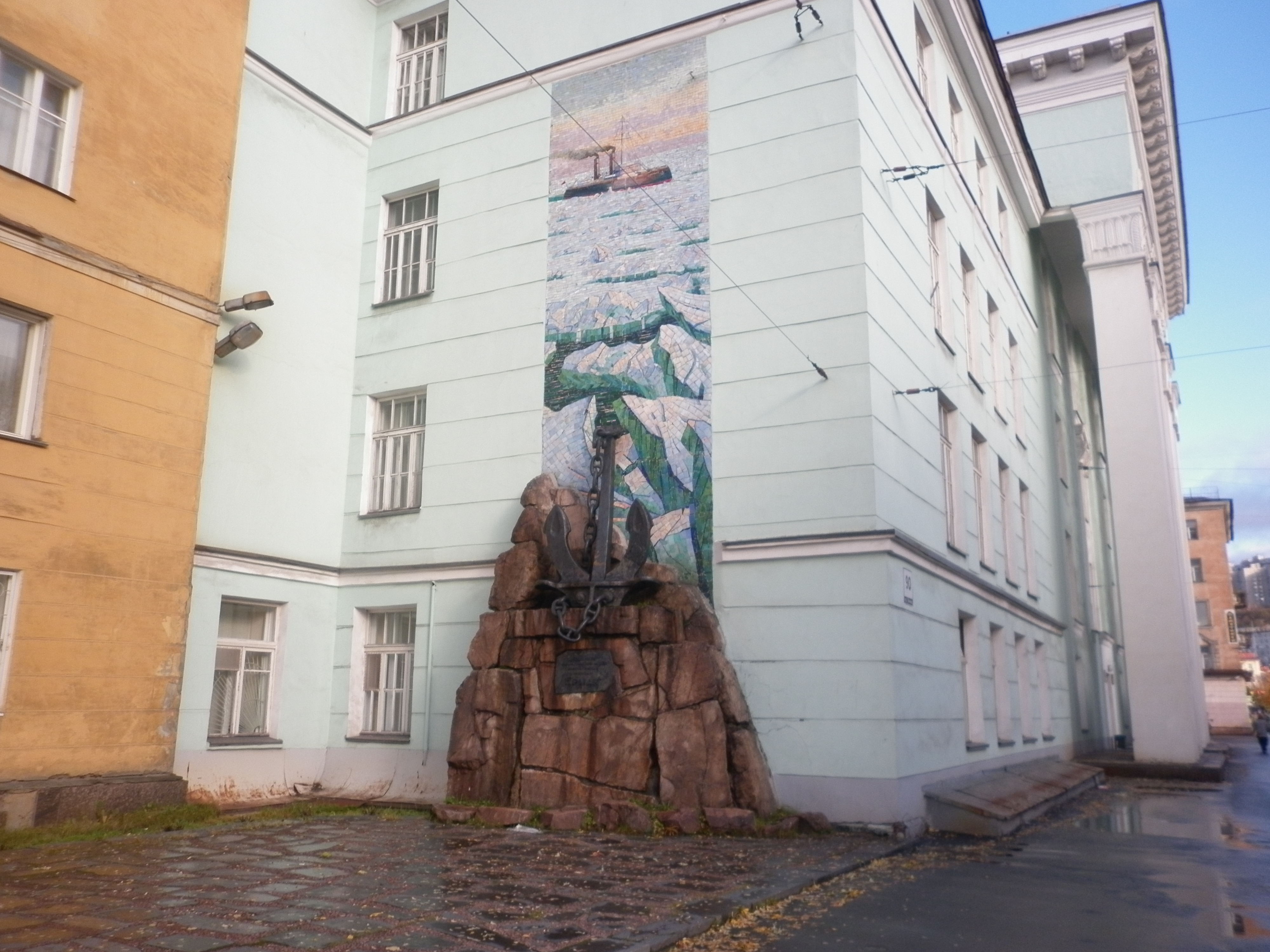
Памятник ледоколу «Ермак»
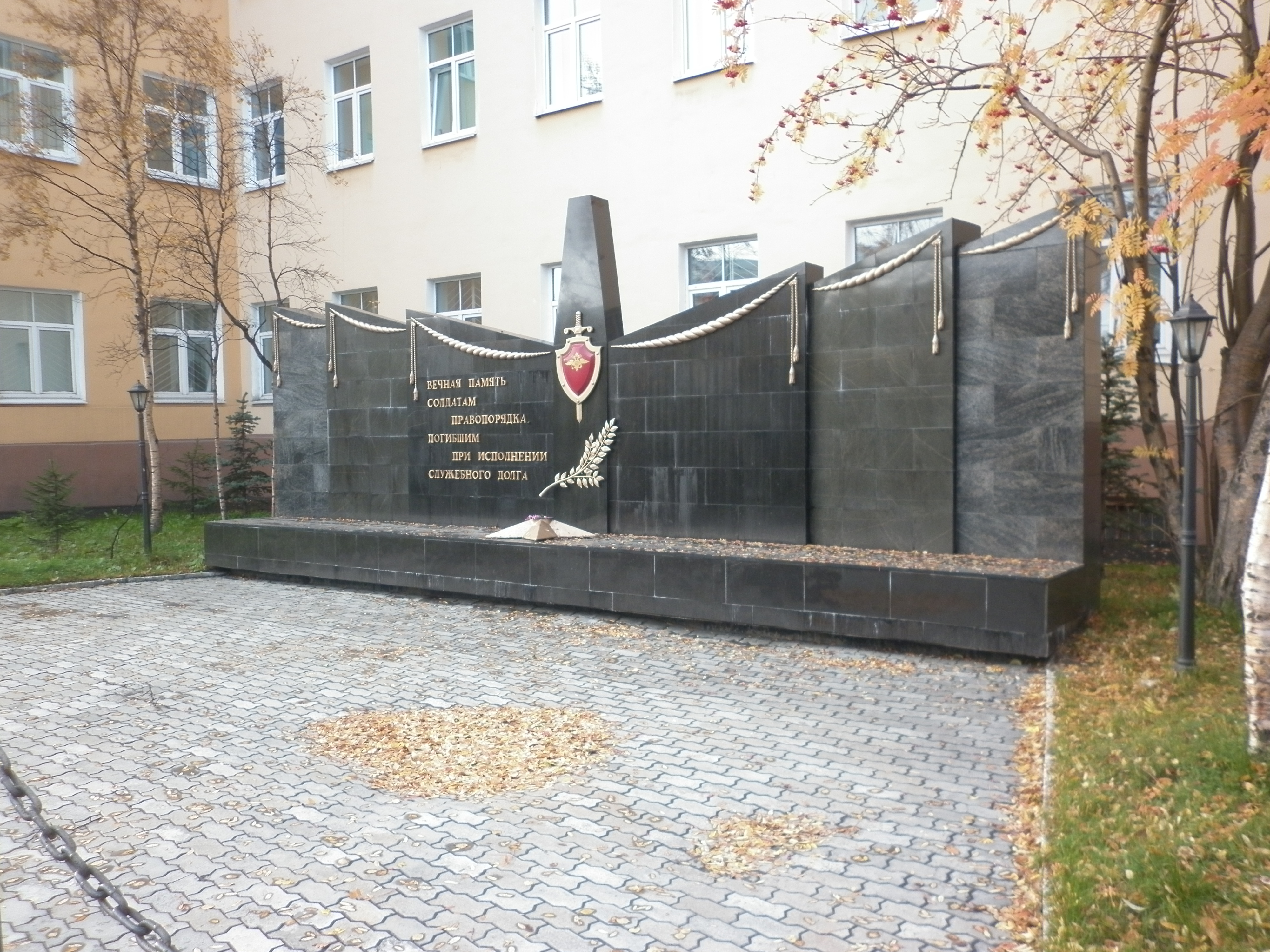
Памятник солдатам правопорядка, погибшим при исполнении служебного долга
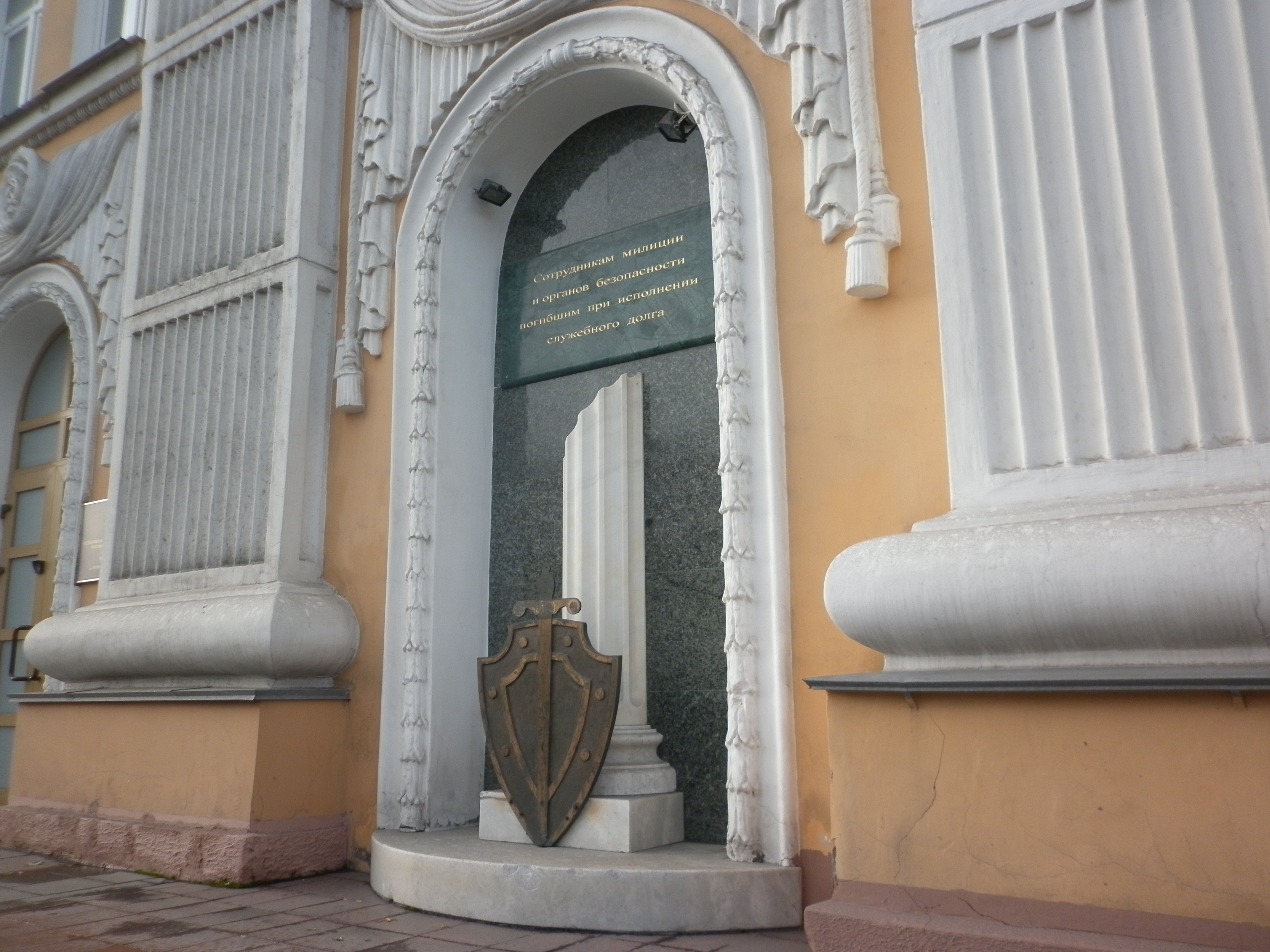
Памятник сотрудникам милиции и органам госбезопасности, погибшим при исполнении служебного долга
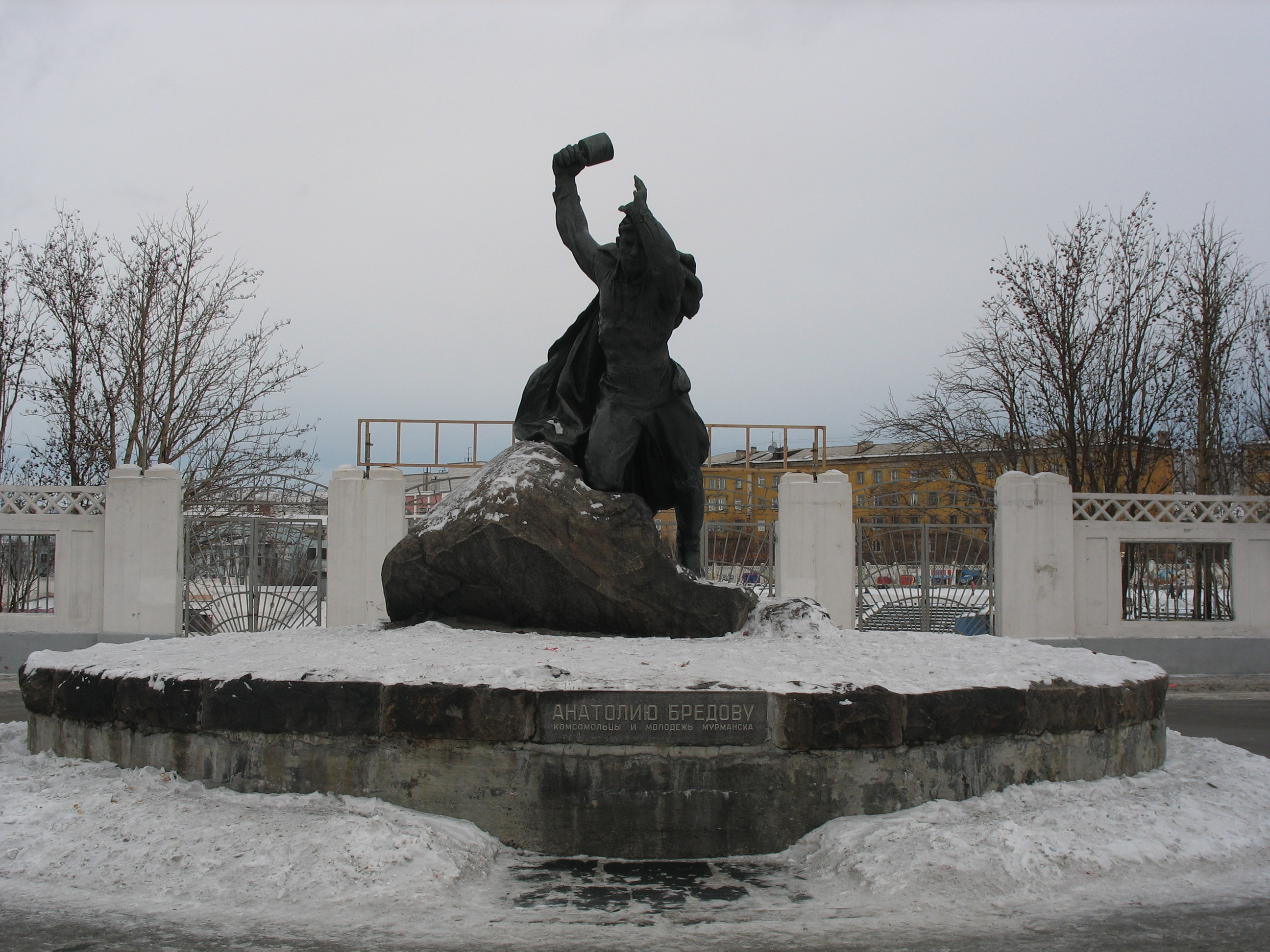
Памятник Анатолию Бредову
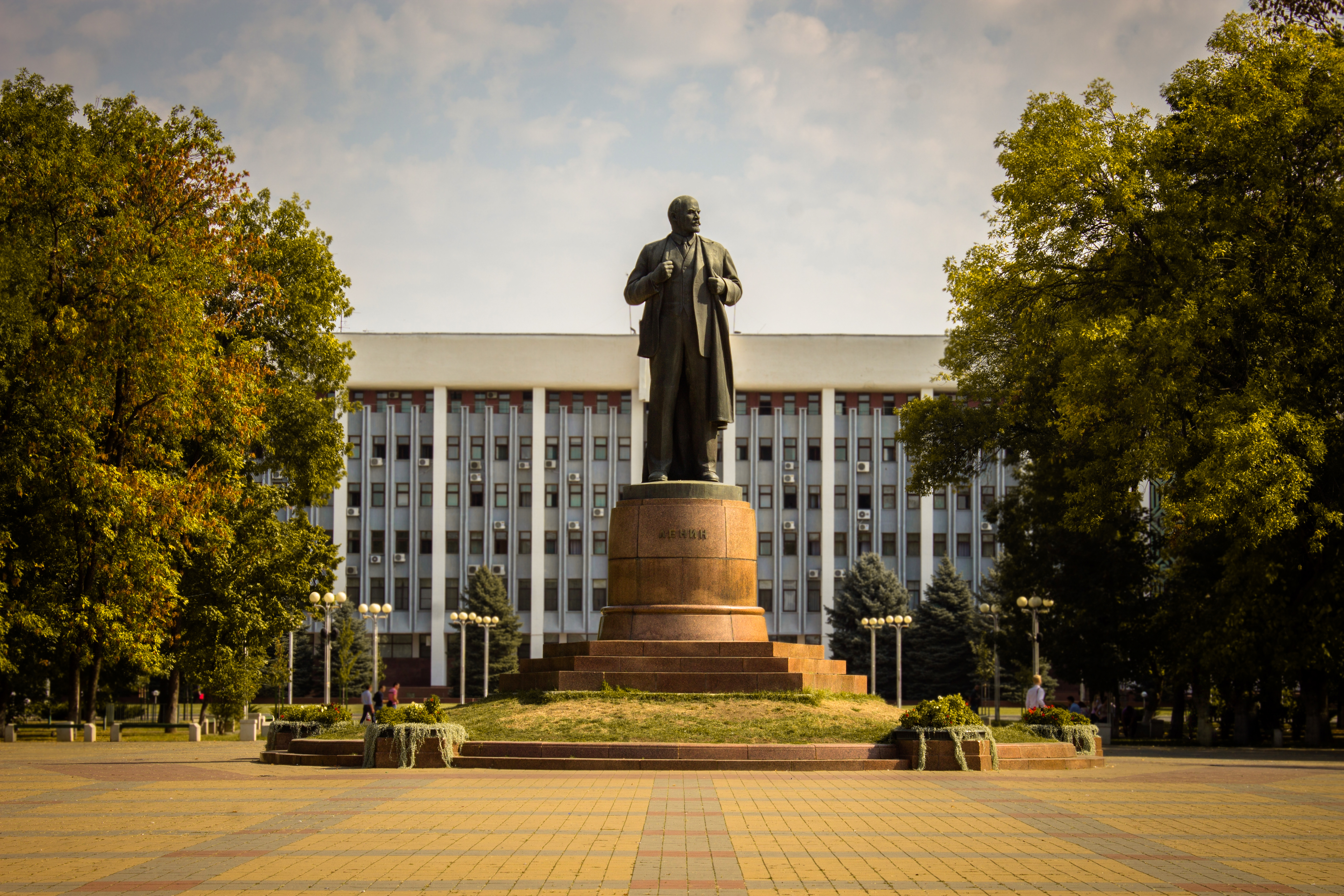
Памятник Владимиру Ленину
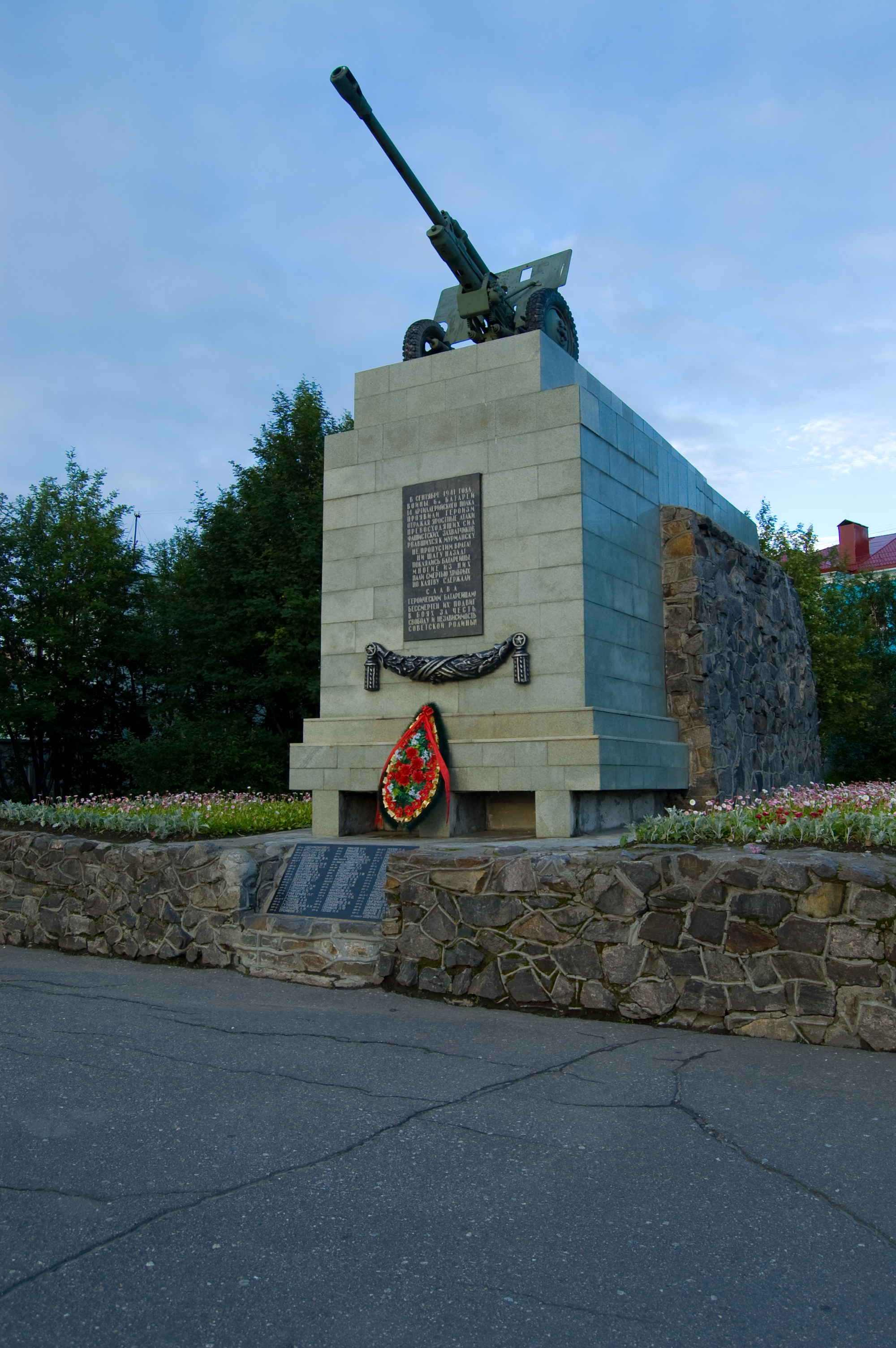
Памятник 6-й героической комсомольской батарее
Памятник воинам Полярной дивизии
Памятник Мурманчанам, погибшим при исполнении воинского долга и защите интересов Отечества

## Знаменитые граждане города, которые жили на проспекте Ленина
- В доме № 26 жил разведчик, полный кавалер ордена Славы, почётный гражданин Мурманска Иван Андреевич Зайцев.
- В доме № 51 жил крупный деятель рыбной промышленности и первый начальник управления «Севрыбхолодфлот» Георгий Михайлович Бородулин.
- В доме № 61 жил председатель исполнительного комитета Мурманского областного Совета народных депутатов в 1971—1984 годах Алексей Павлович Зазулин.
- В доме № 62 жил начальник Мурманского тралфлота Юрий Васильевич Манихин.
- В доме № 70 жил почётный гражданин Мурманска Григорий Филиппович Лёвкин.
- В доме № 74 жил заслуженный врач РСФСР, кандидат медицинских наук Александр Яковлевич Кровицкий.
- В доме № 77 жил первый секретарь Мурманского обкома В. Н. Птицын, а также первый секретарь Мурманского обкома Н. Л. Коновалов и капитан ледокола «Ермак» Герман Васильевич Драницын.
- В доме № 78 жил почётный гражданин Мурманска Яков Алексеевич Гунин.
- В доме № 79 жил народный артист России Вахтанг Давыдович Туманов.
- В доме № 94 жил заслуженный врач РСФСР Пётр Савельевич Волковский.
- В доме № 102 жил крупный учёный в области судовой механики Борис Евгеньевич Черепанов.

В доме 72 проживал Почётный гражданин города Мурманска Кулешов Семён Иванович

## Транспорт
Проспект Ленина — важнейшая транспортная артерия Мурманска. По нему проходят почти все основные маршруты городского транспорта: 3 троллейбусных, 3 автобусных, а также автобусные маршруты пригородного и междугороднего направлений.

## Пересекает улицы
- проспект Кирова
- улица Академика Книповича
- улица Дзержинского
- улица Капитана Егорова
- Комсомольская улица
- улица Воровского
- улица Профсоюзов
- улица Карла Маркса
- улица Володарского
- Октябрьская улица
- улица Папанина

## Примыкают улицы
- Заводская улица
- улица Полярные Зори
- улица Марата
- Улица Генерала Журбы
- Улица Полярной Дивизии
- Театральный бульвар
- Пионерский переулок
- улица Карла Либкнехта

## Галерея

Виды проспекта
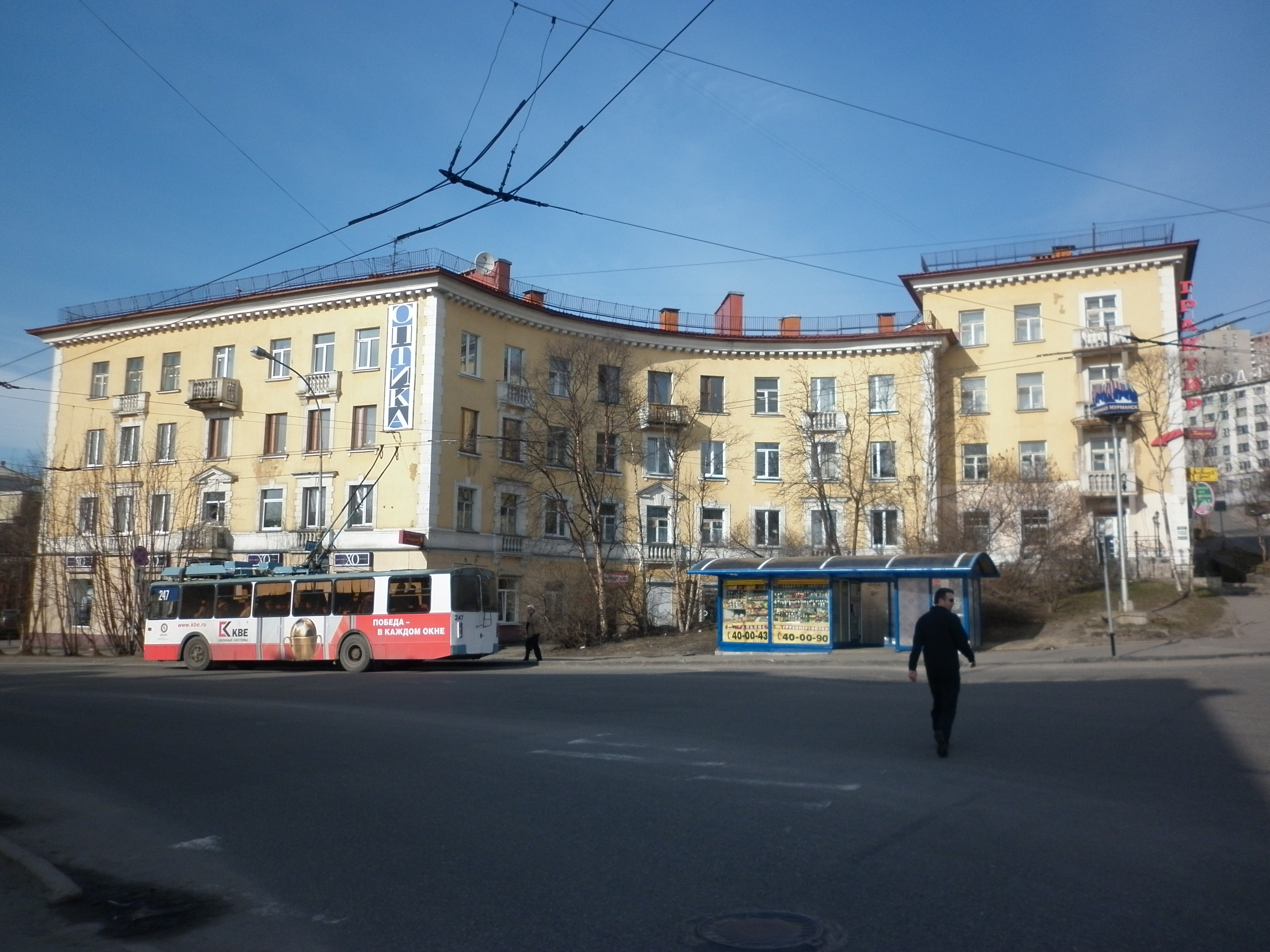
Конец проспекта Ленина, дом 102
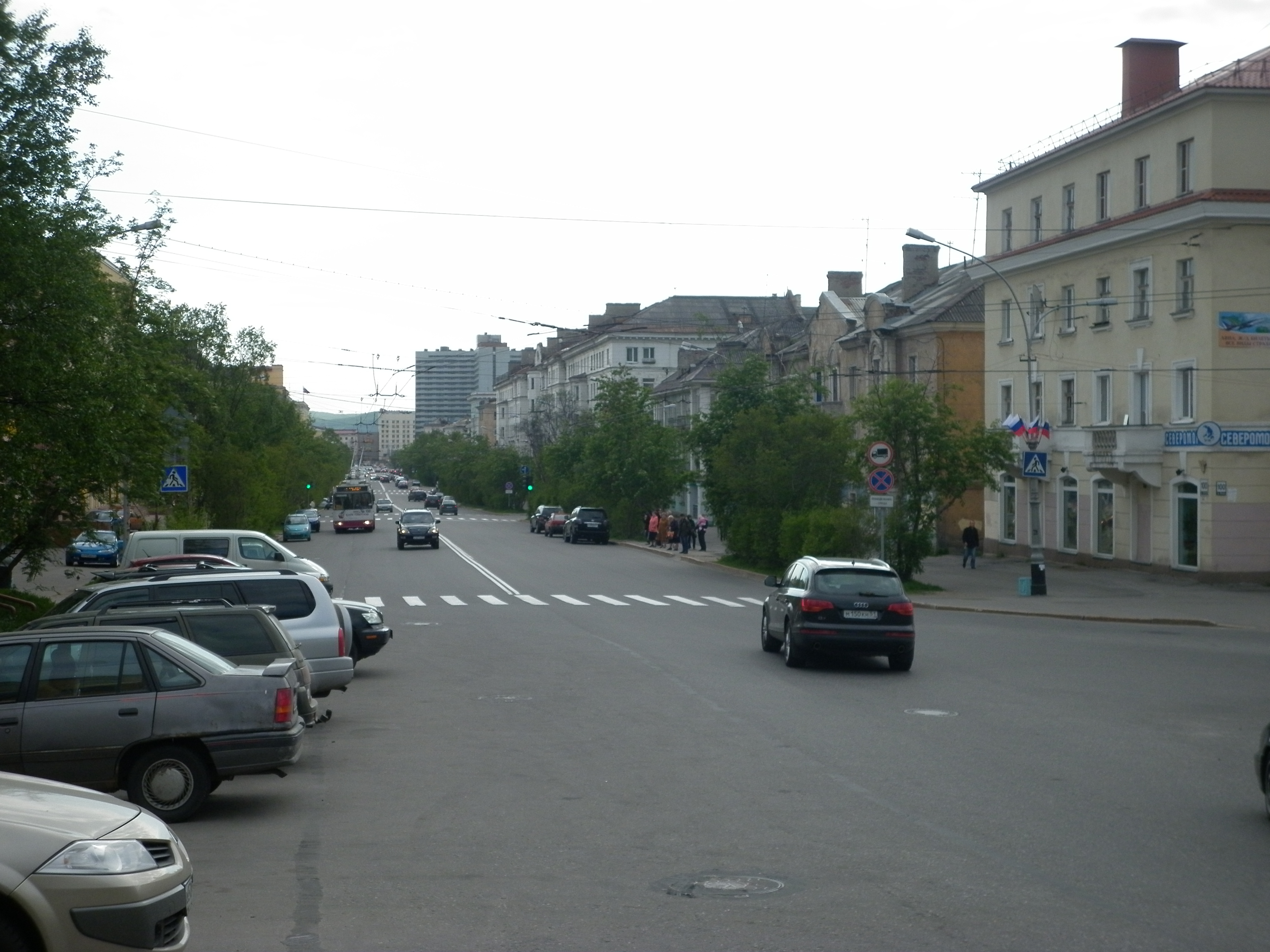
Северная часть проспекта
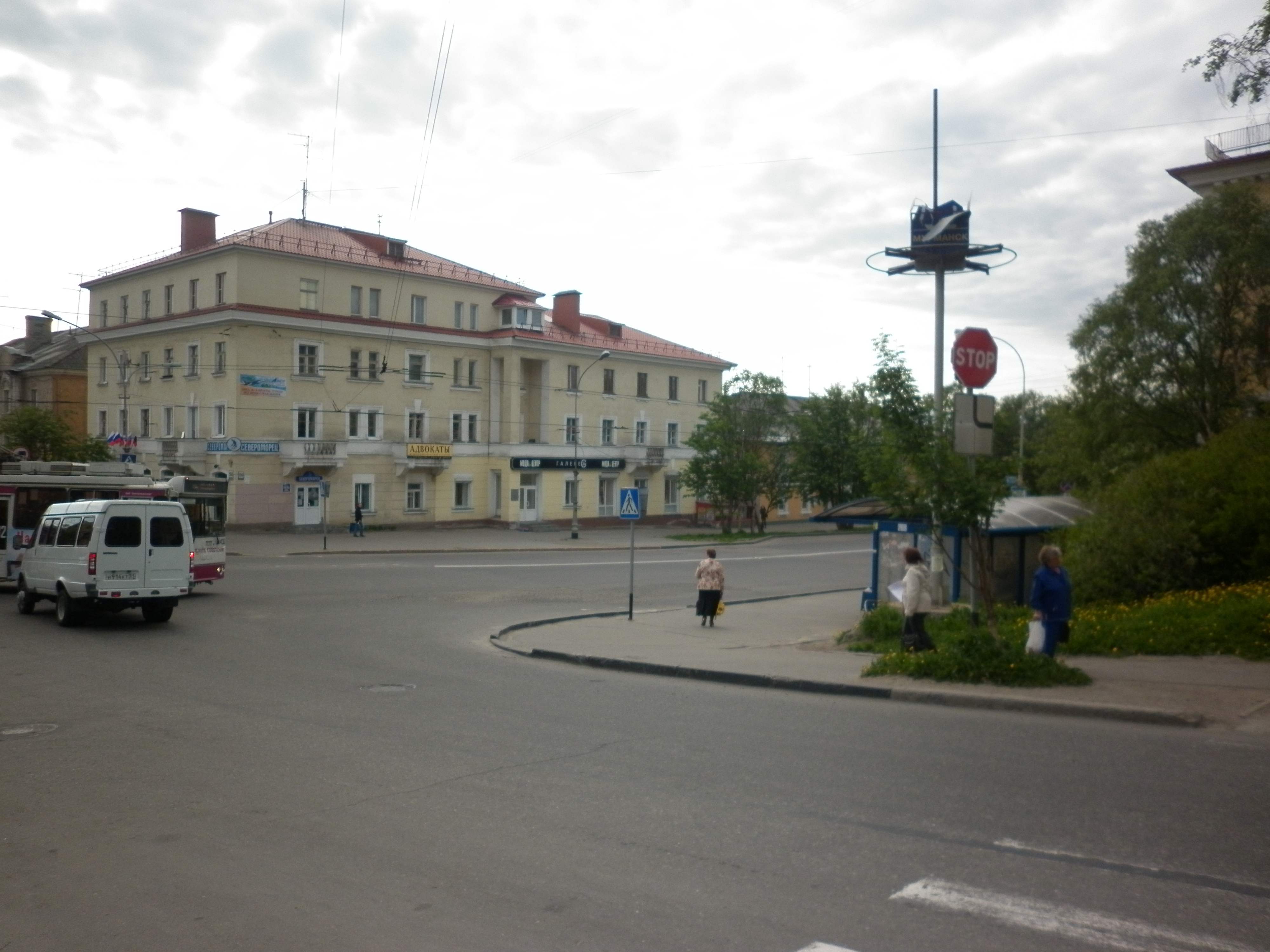
Проспект Ленина, 100
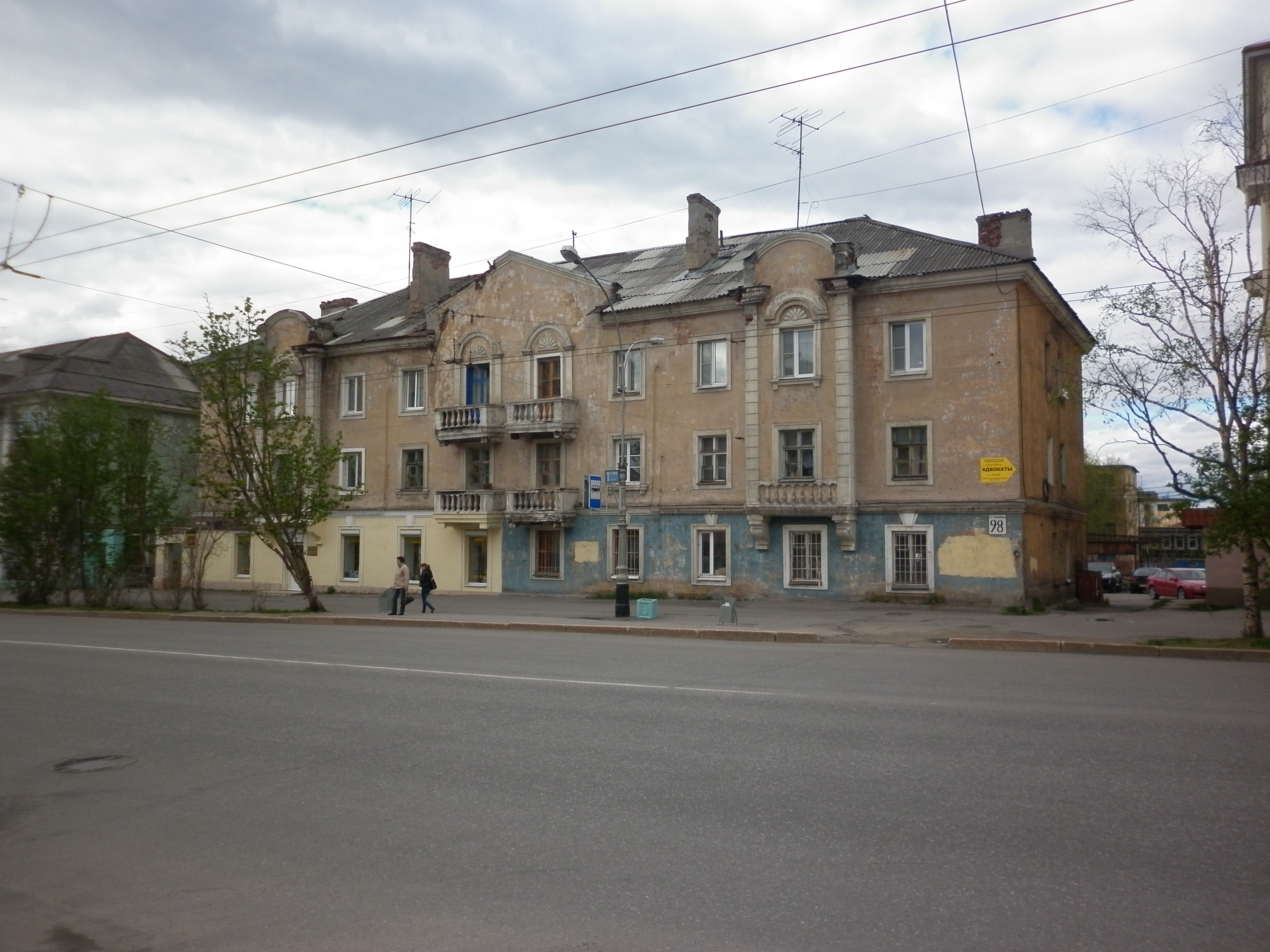
Проспект Ленина, 98
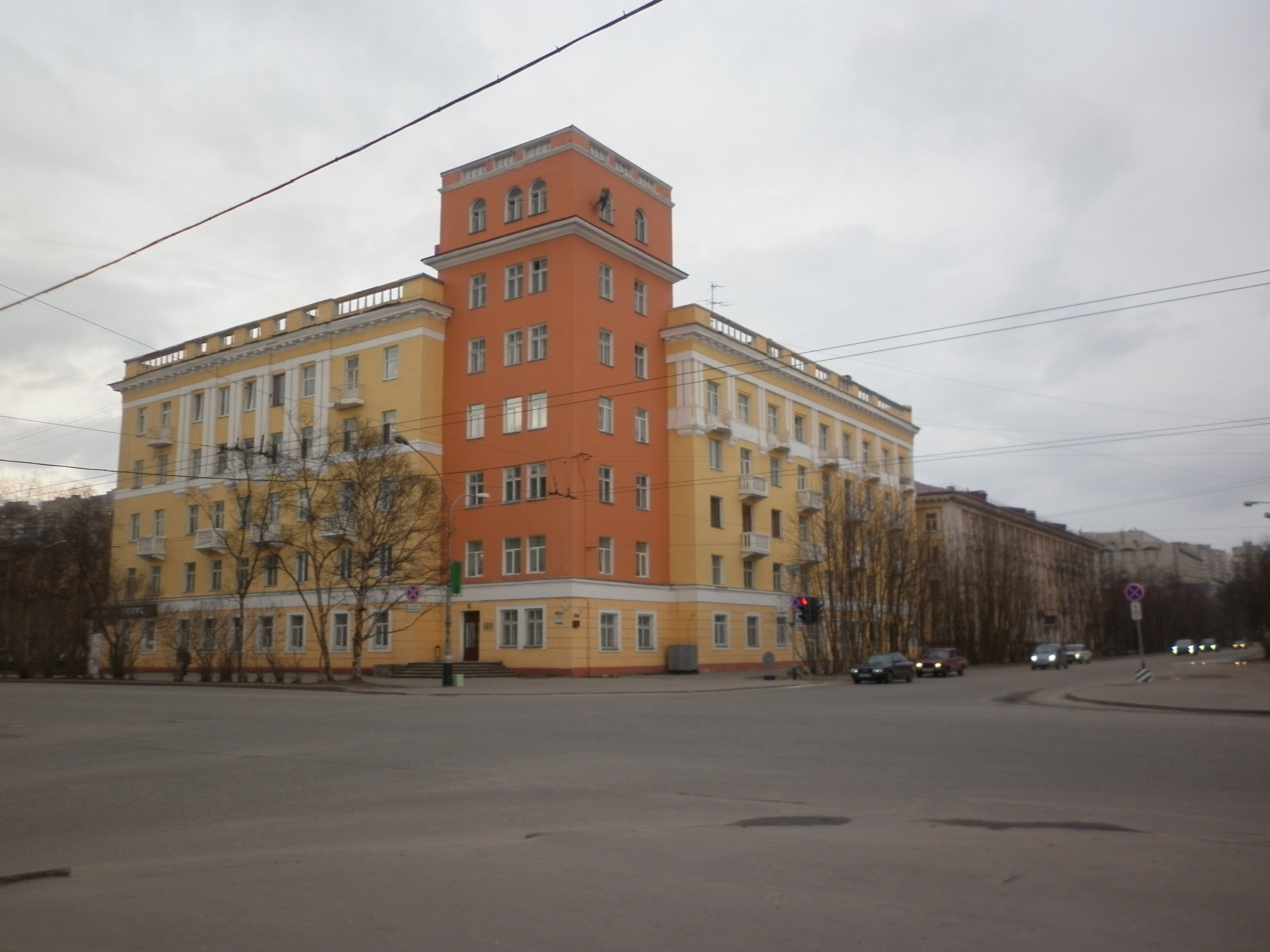
Дом Главсевморпути
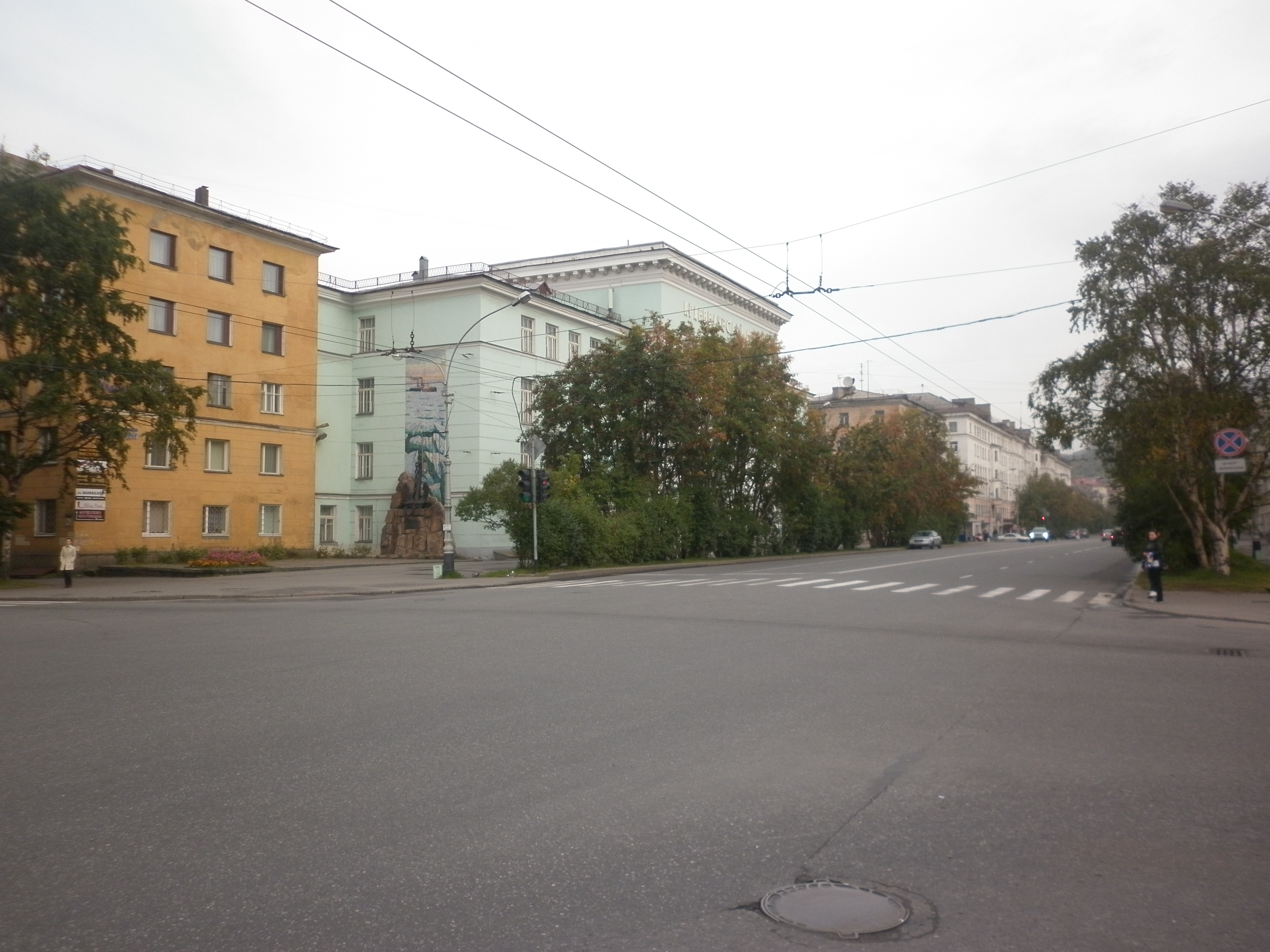
Краеведческий музей
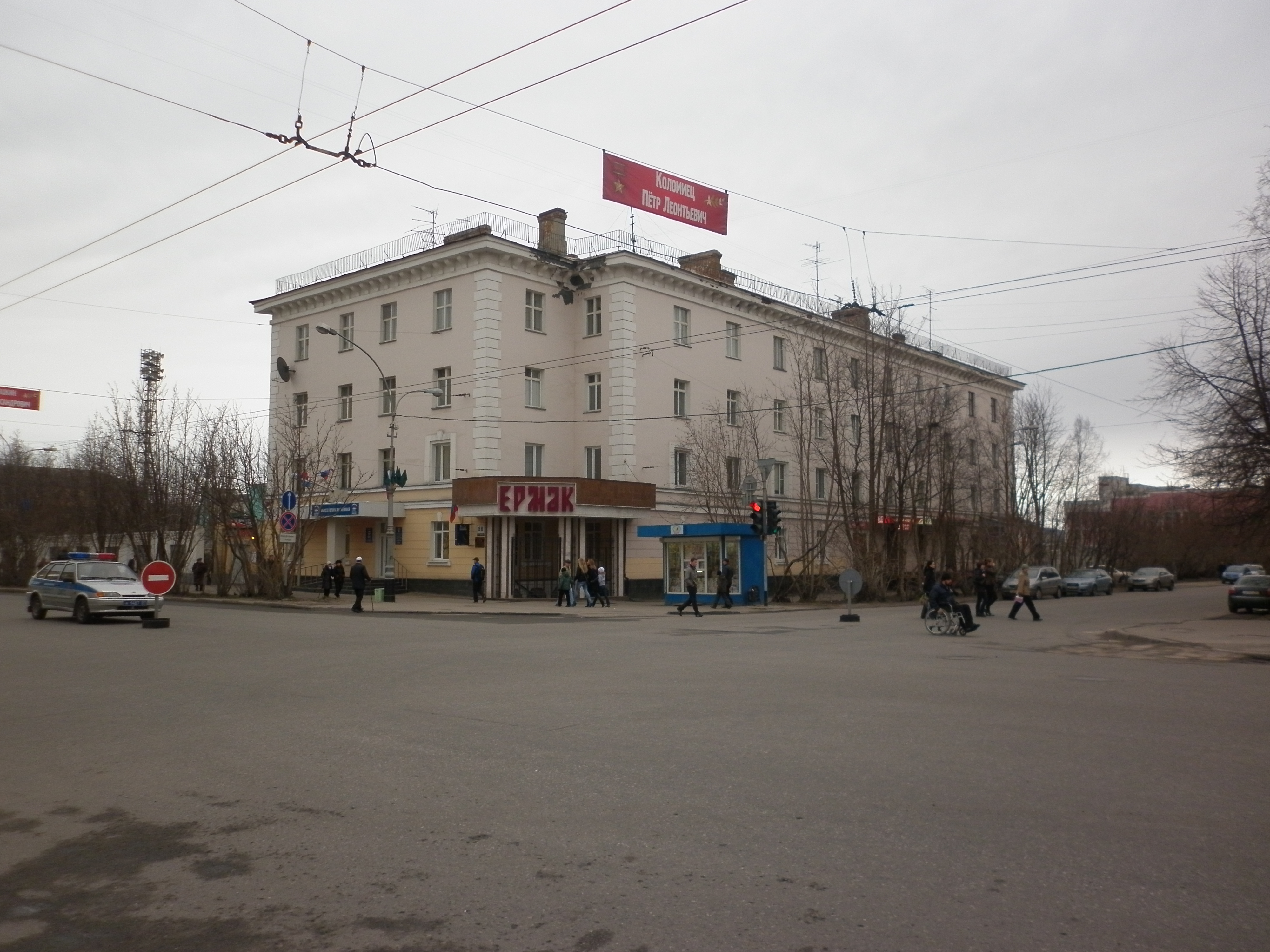
Проспект Ленина, 88
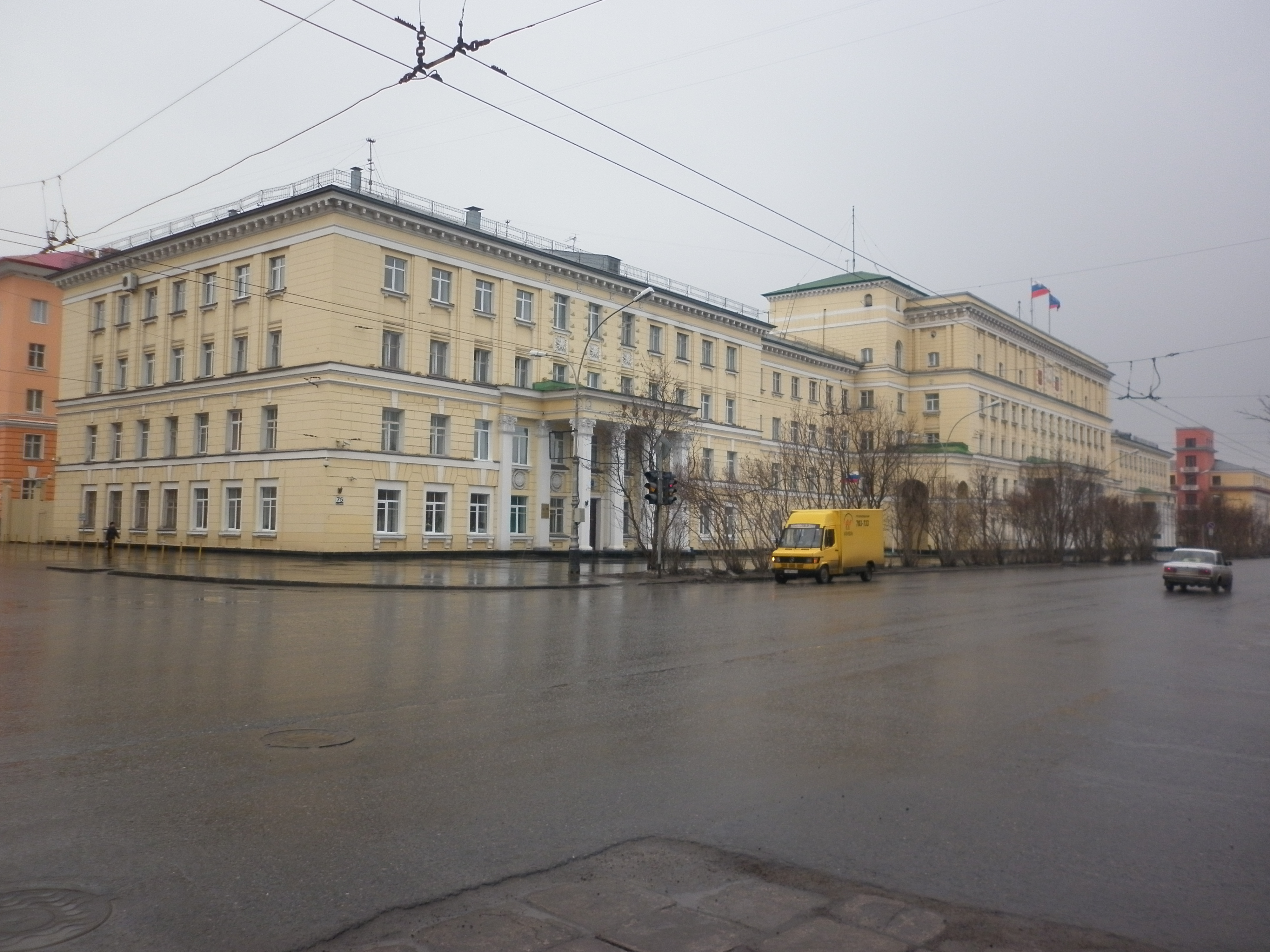
Здание городской и областной администрации
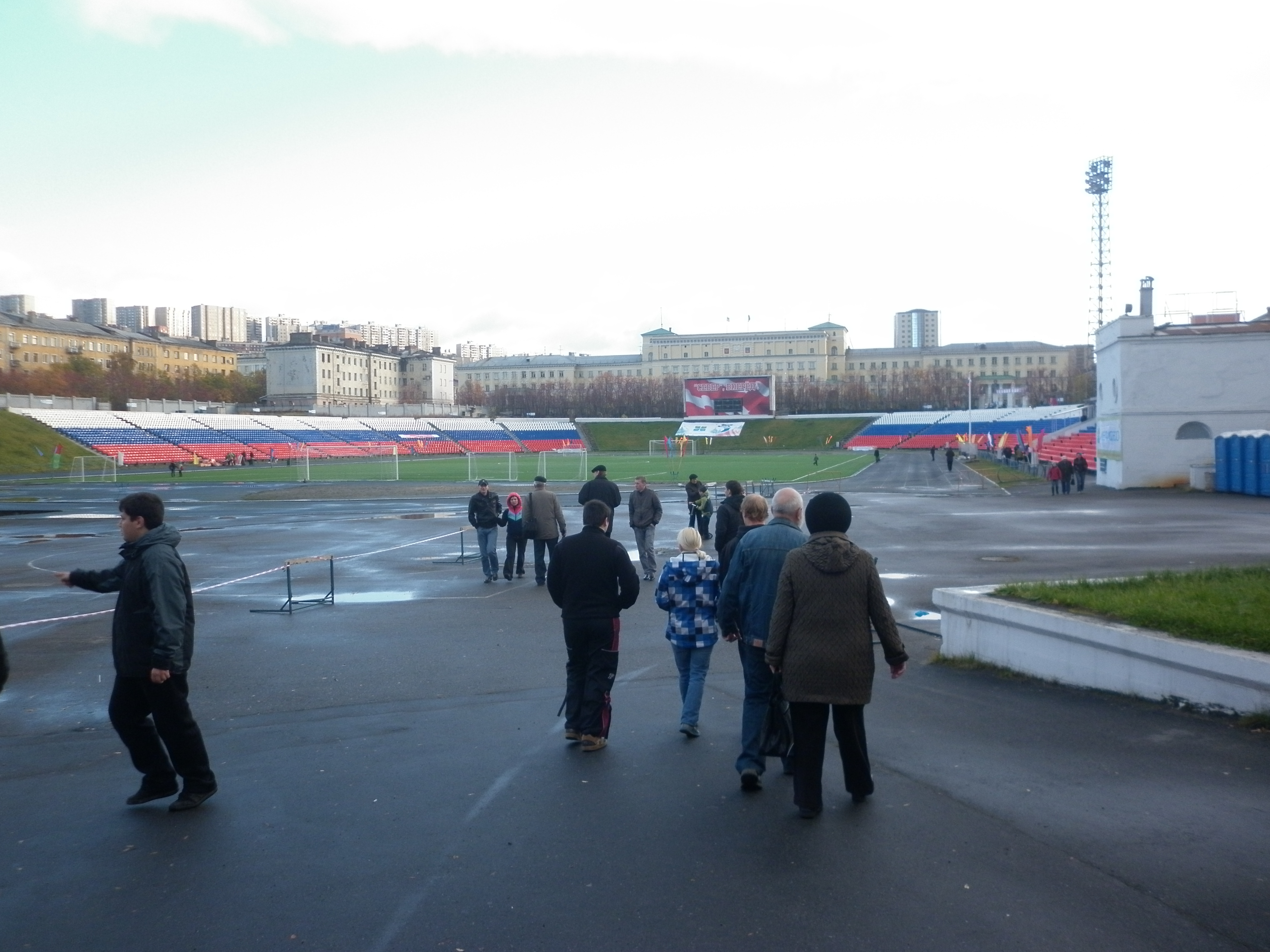
Центральный стадион
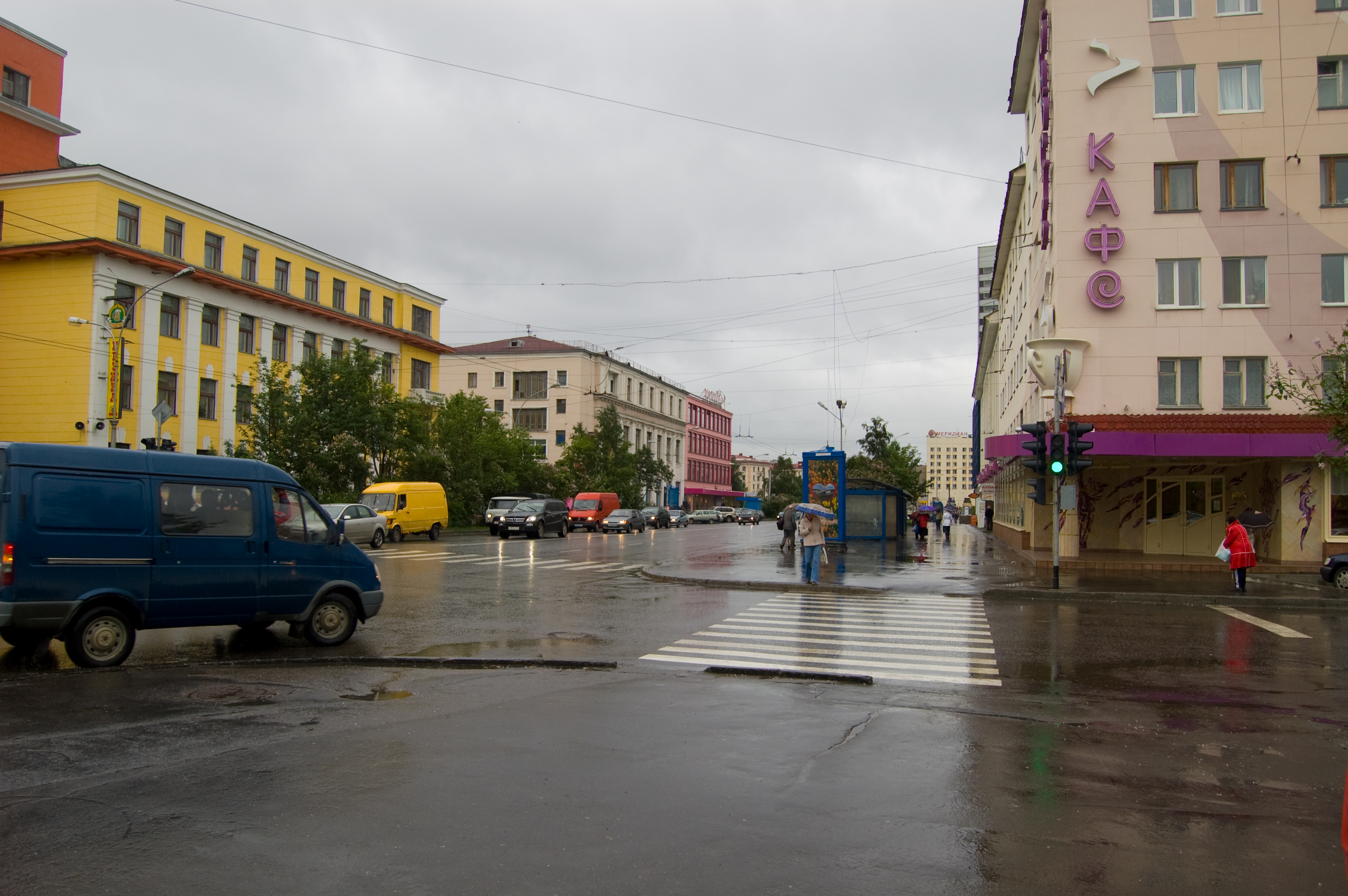
Слева — госпиталь, здание довоенной постройки
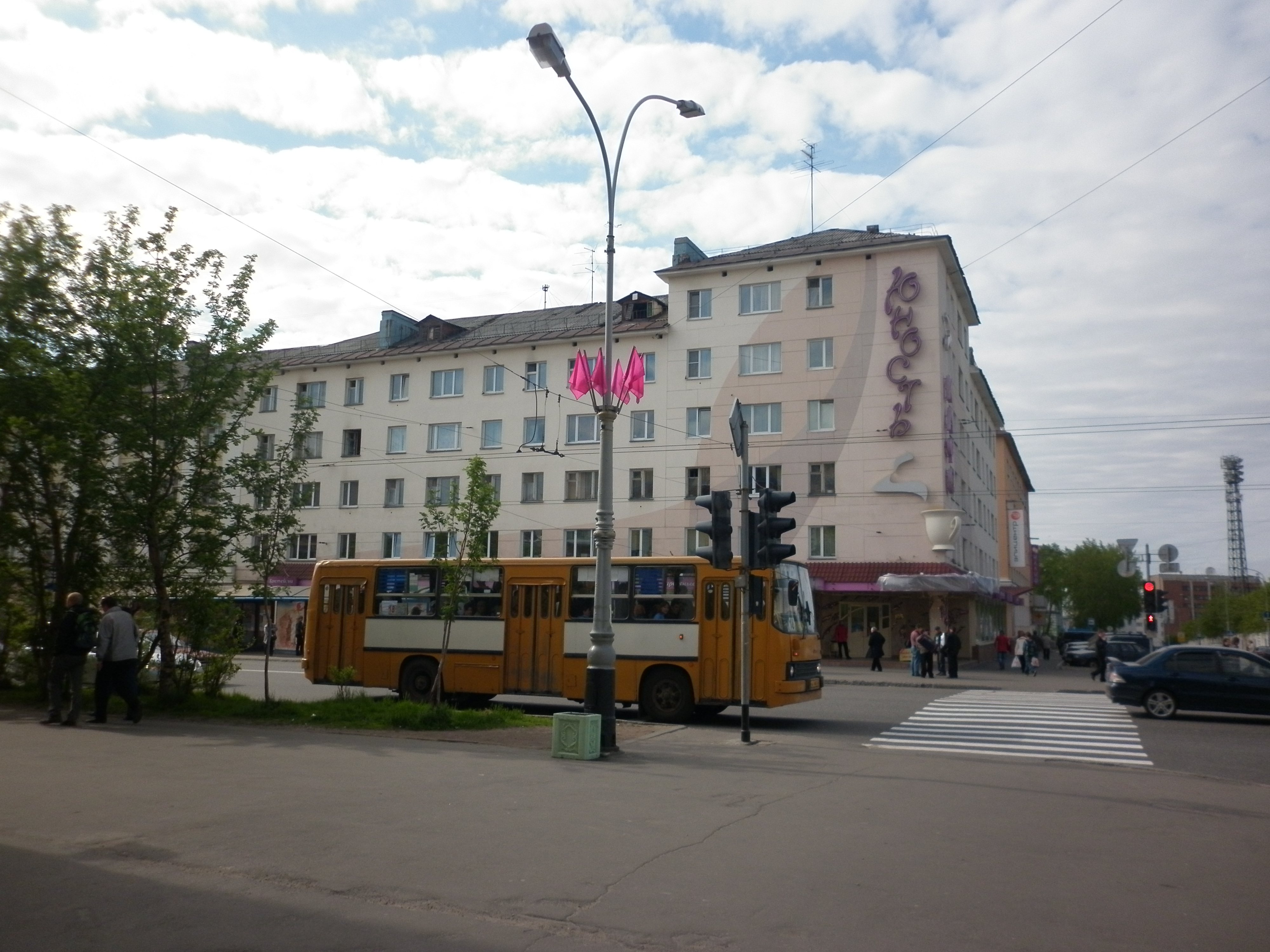
Кафе «Юность»
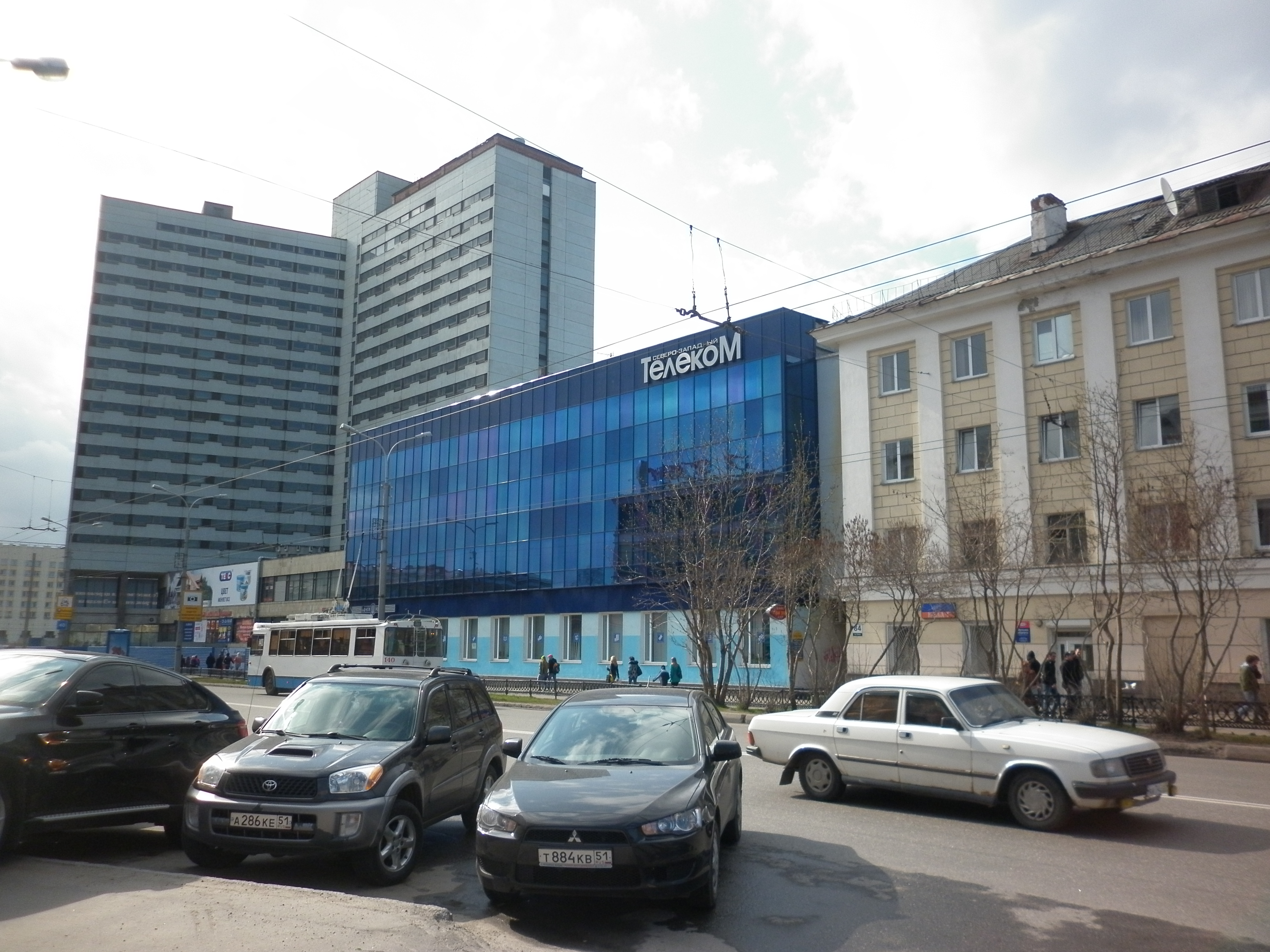
Здание почты
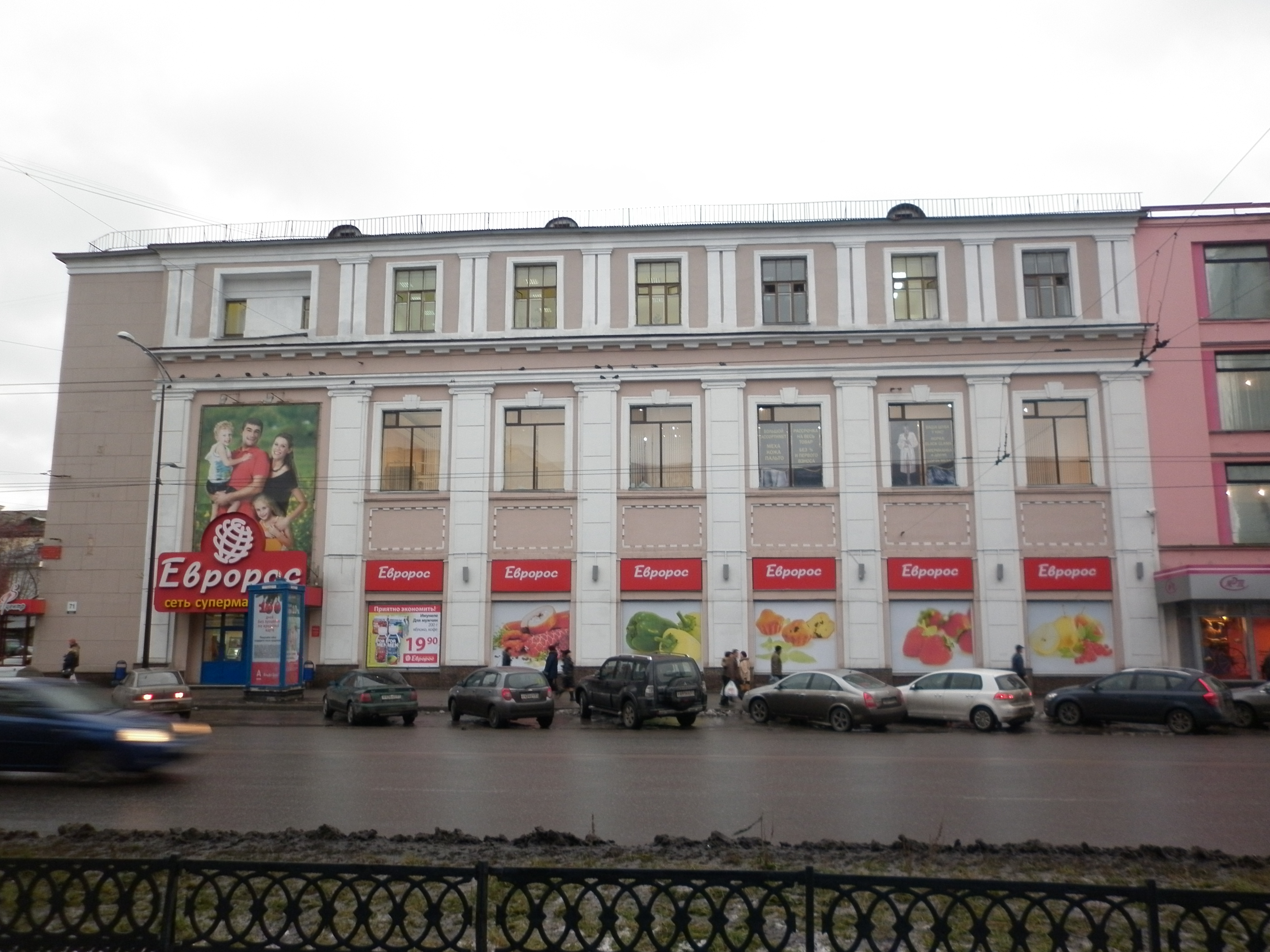
Бывший Центральный гастроном
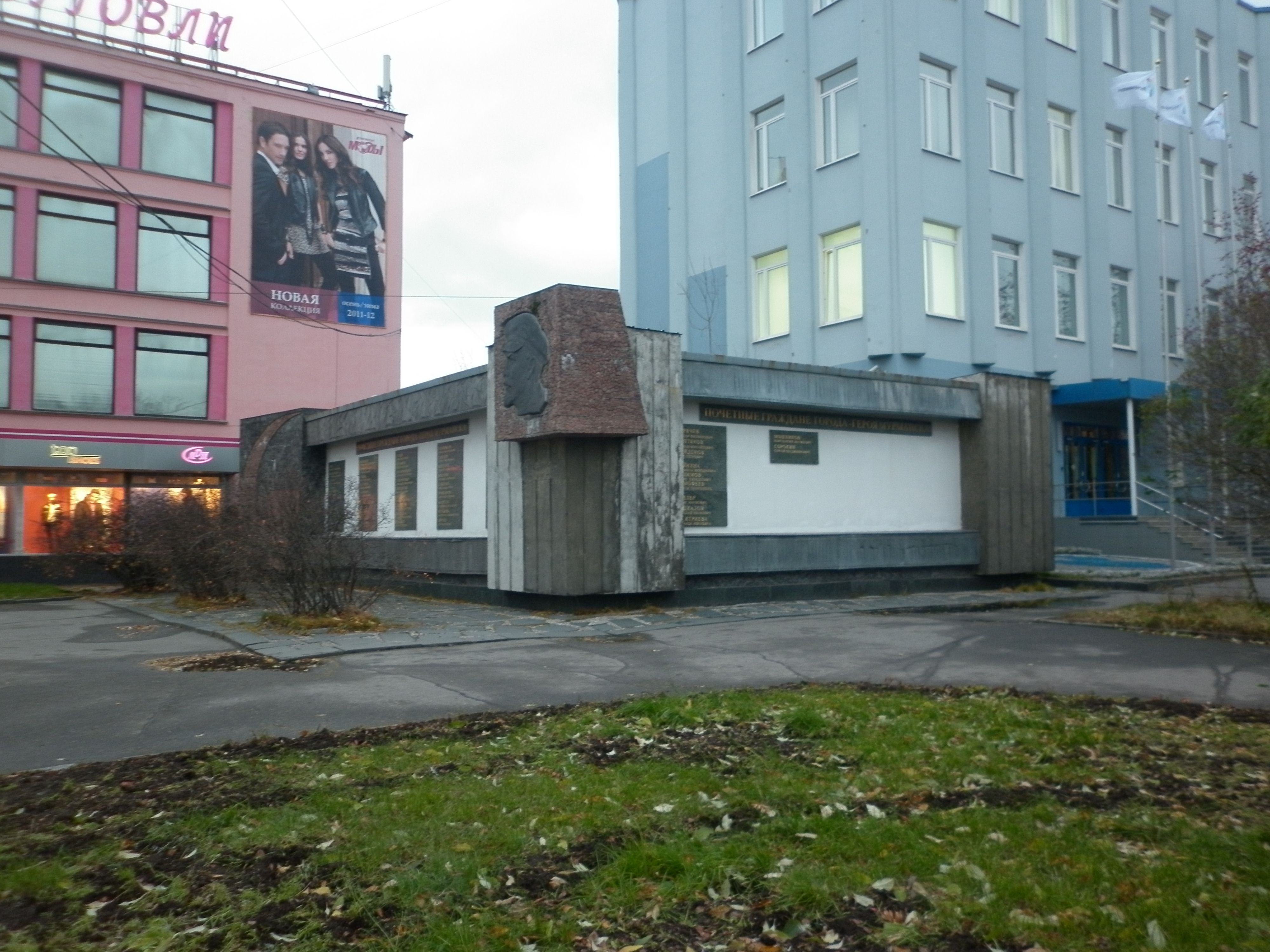
Почётные граждане города-героя Мурманска
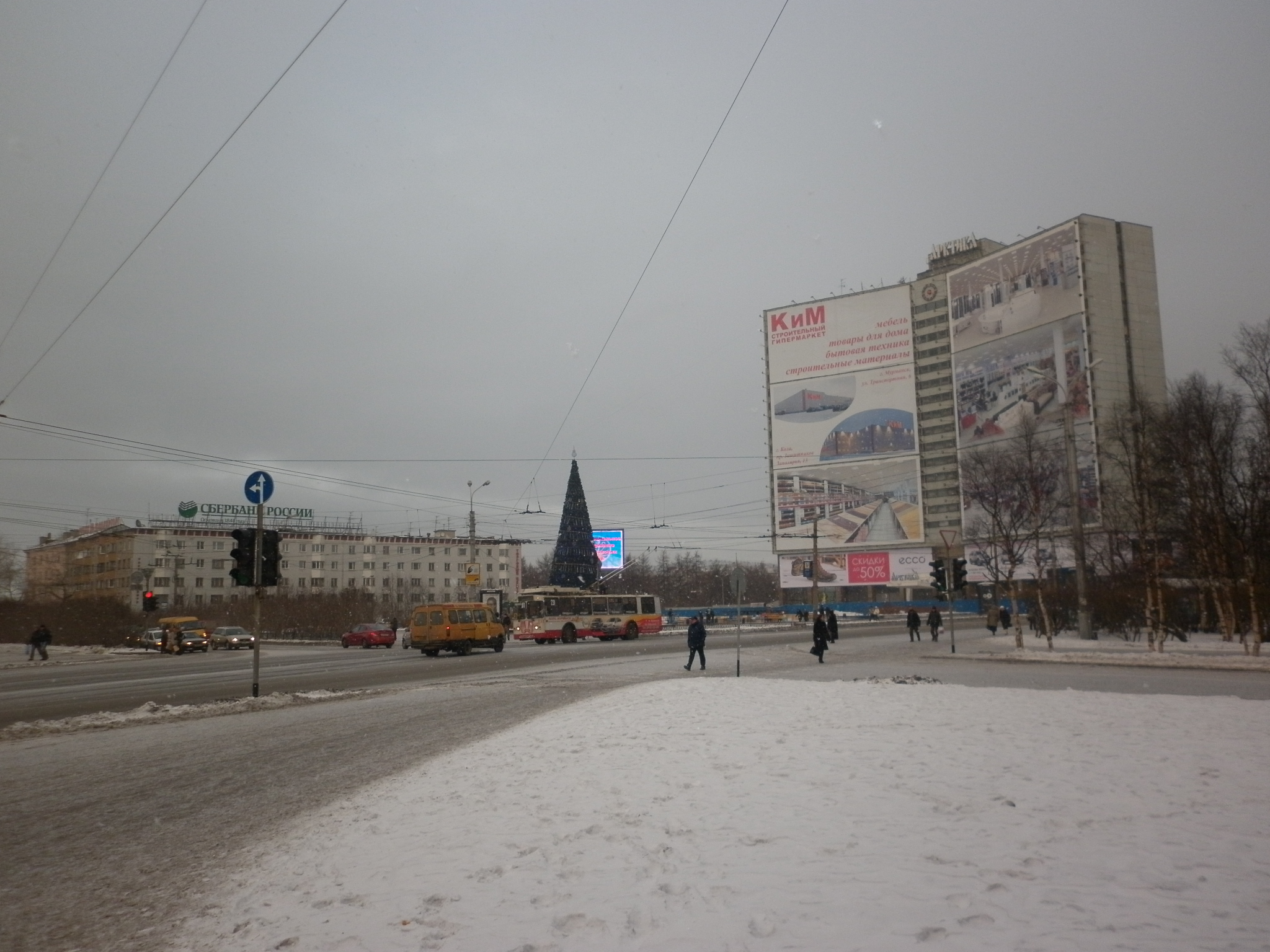
Гостиница «Арктика». Площадь Пяти Углов. Зима
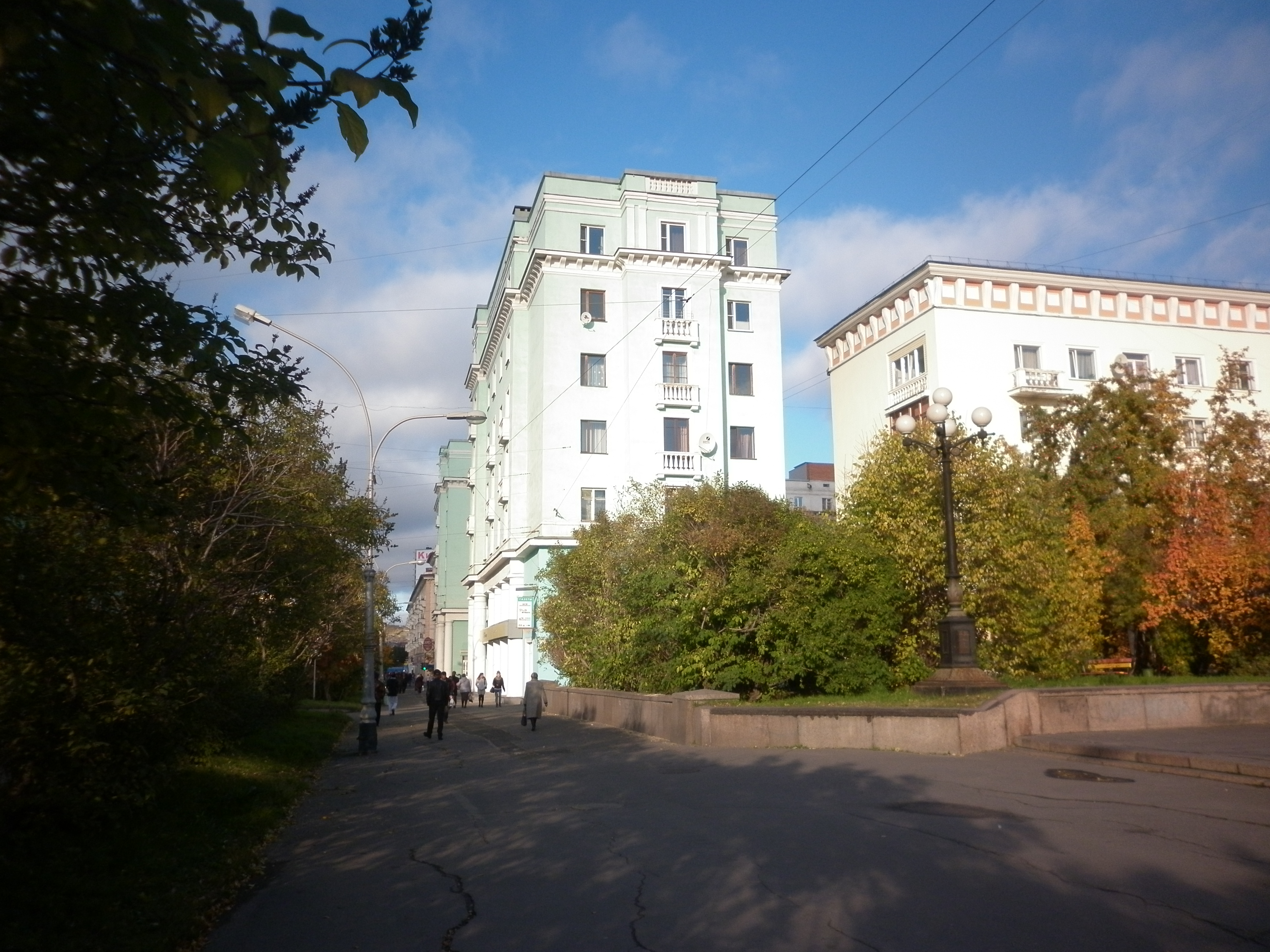
Один из домов-«близнецов» севернее Пионероского переулка. Осень
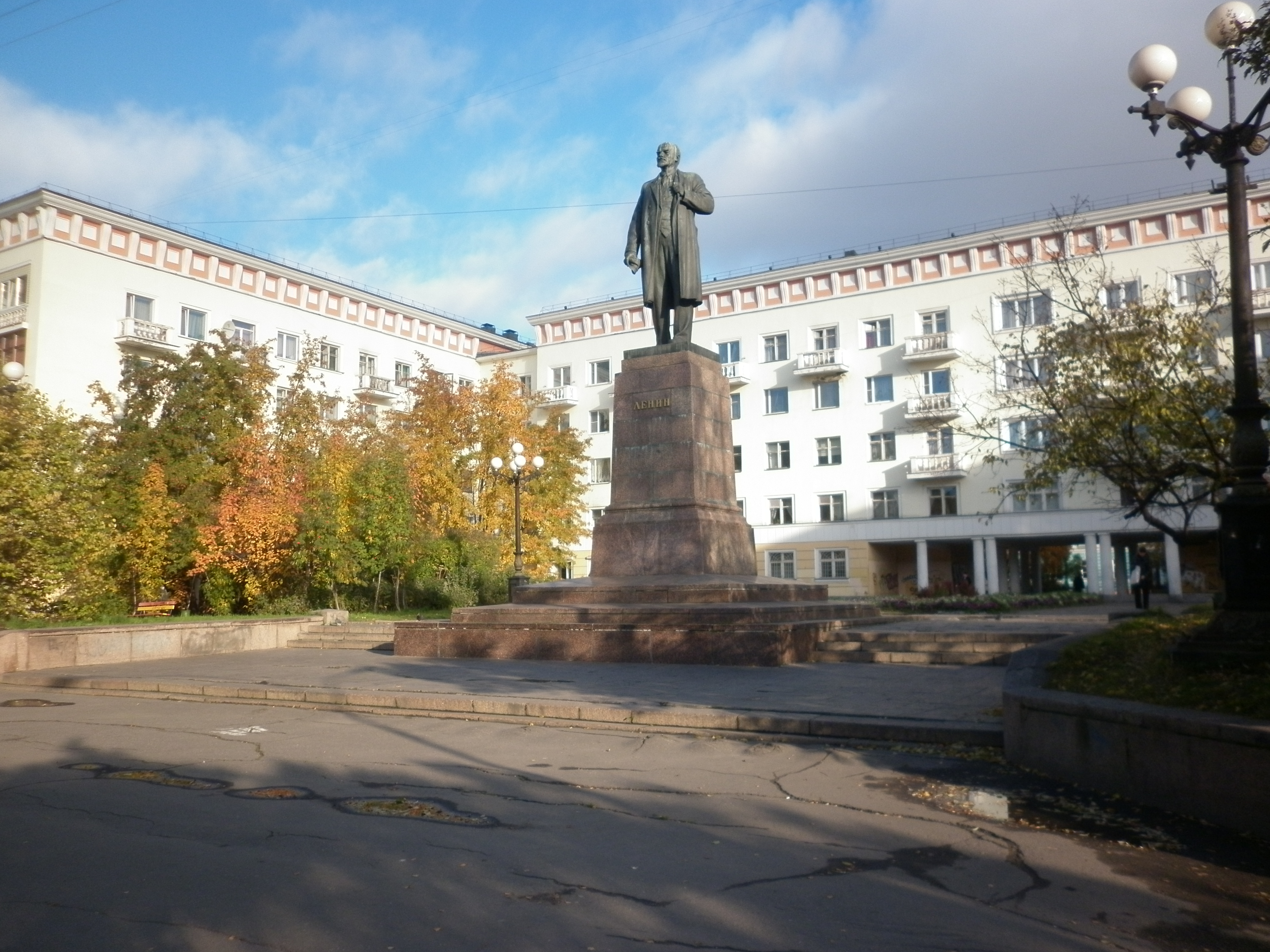
Памятник Ленину и дом № 63 довоенной постройки
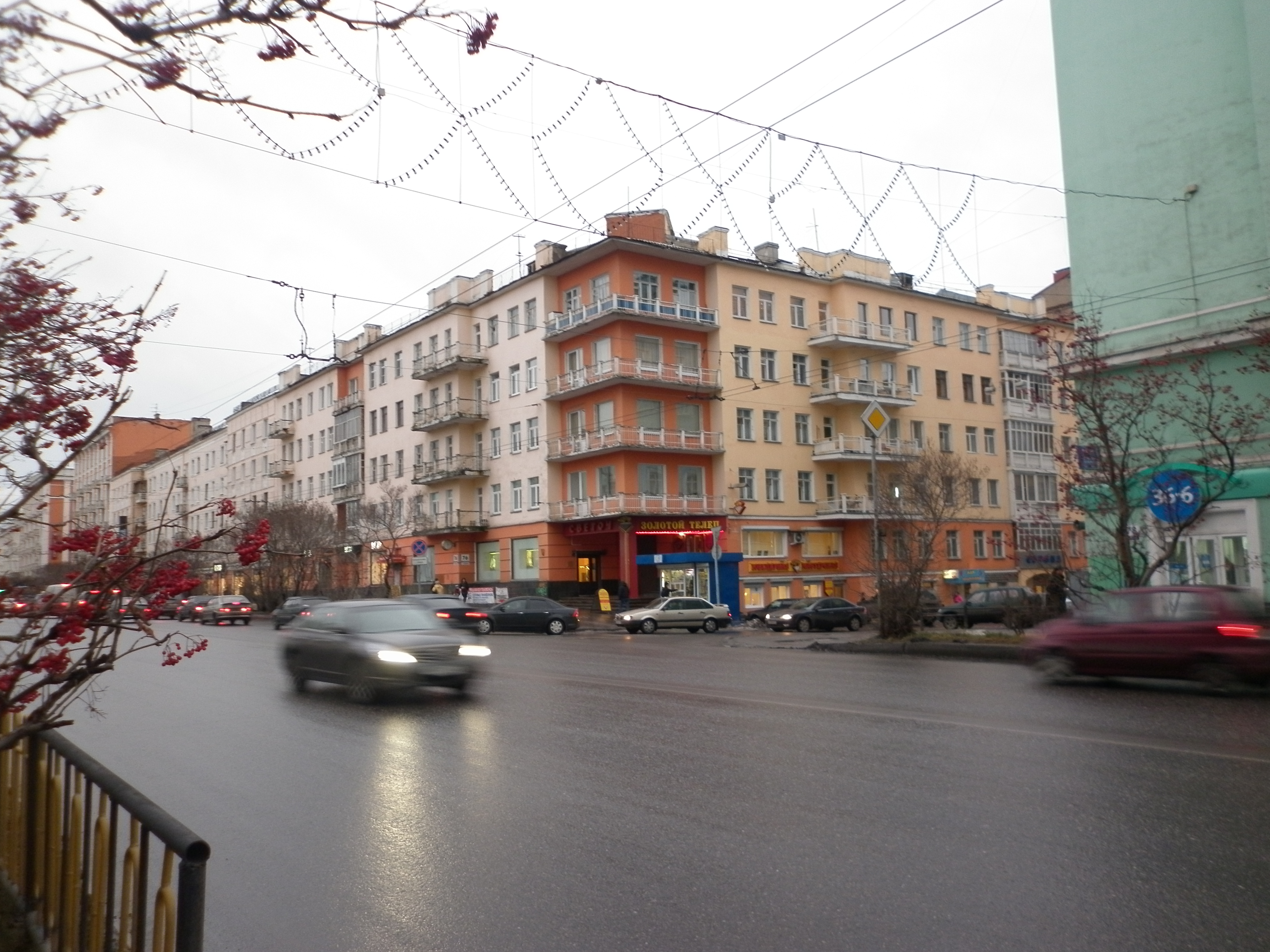
Один из старых домов на проспекте
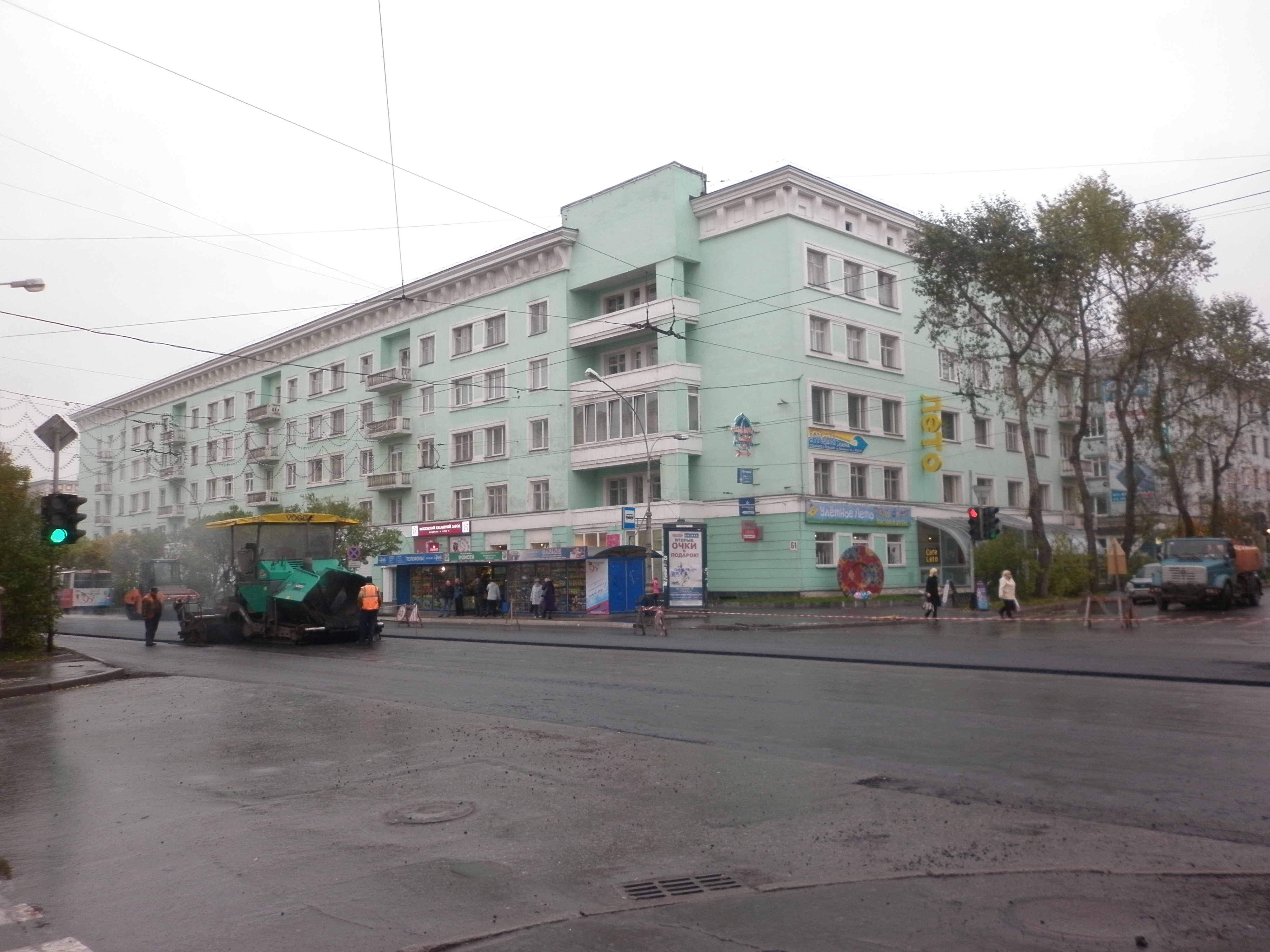
«Дом специалиста»
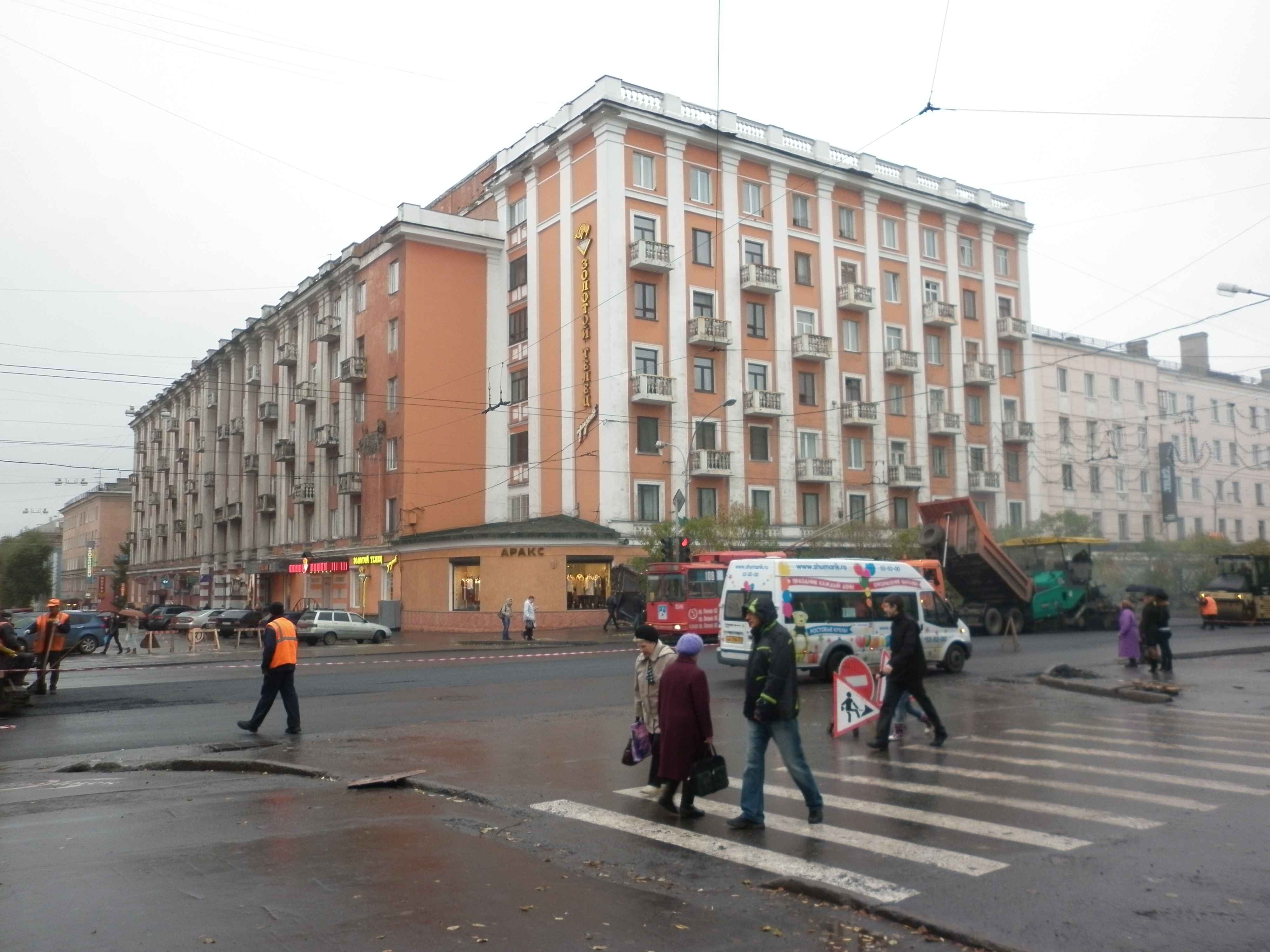
1-й «Капитанский» дом
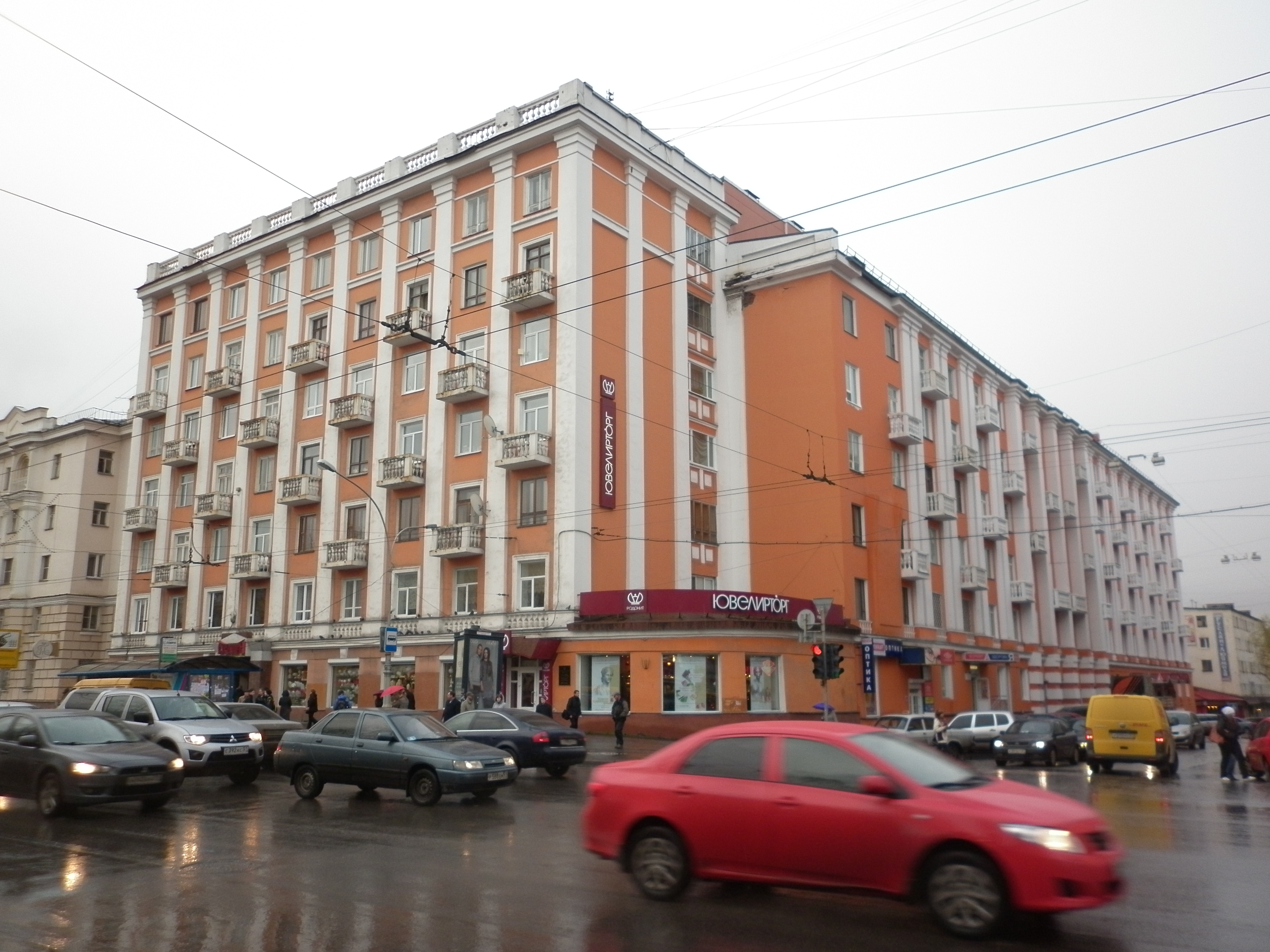
1-й «Капитанский» дом
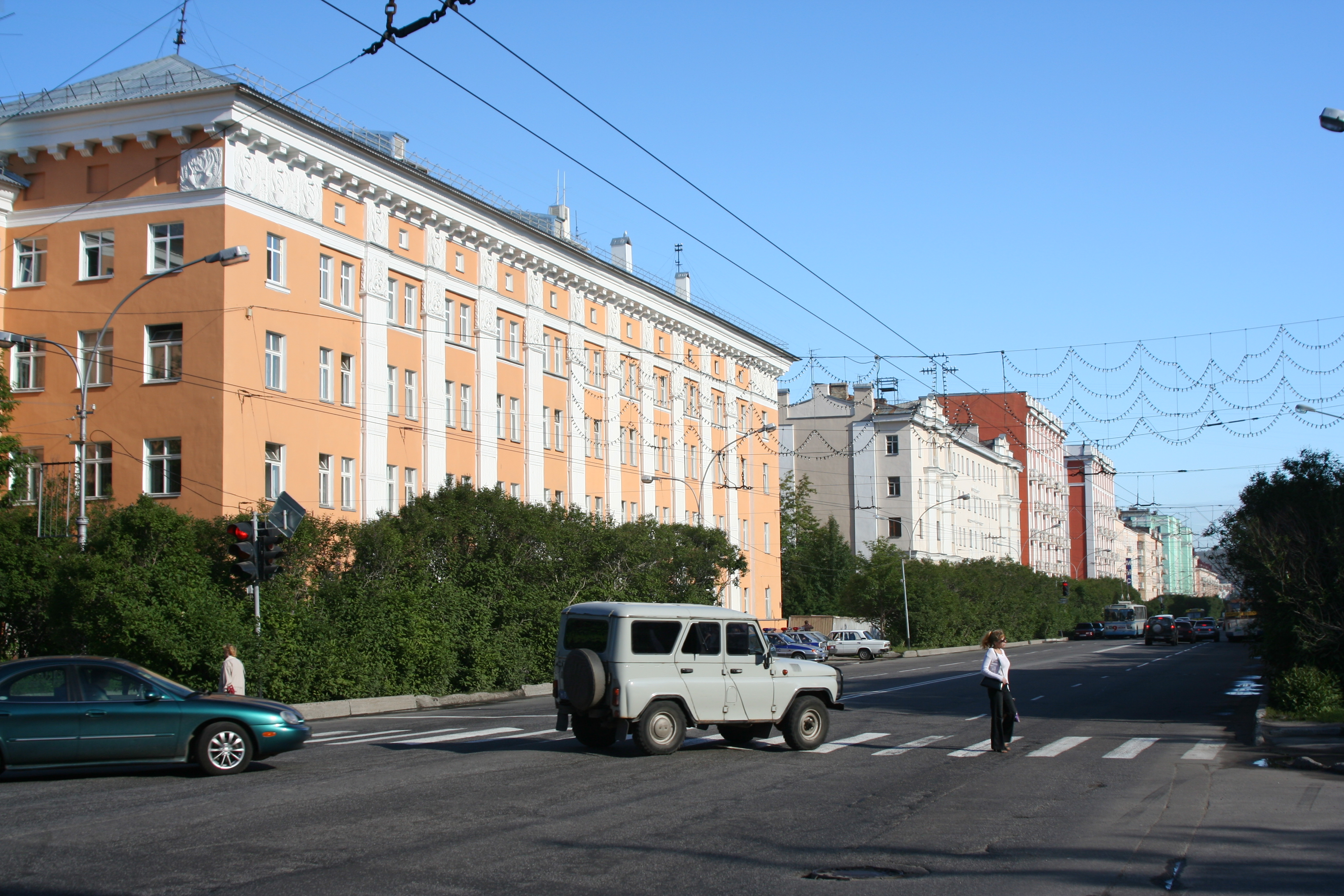
Центральная часть проспекта Ленина
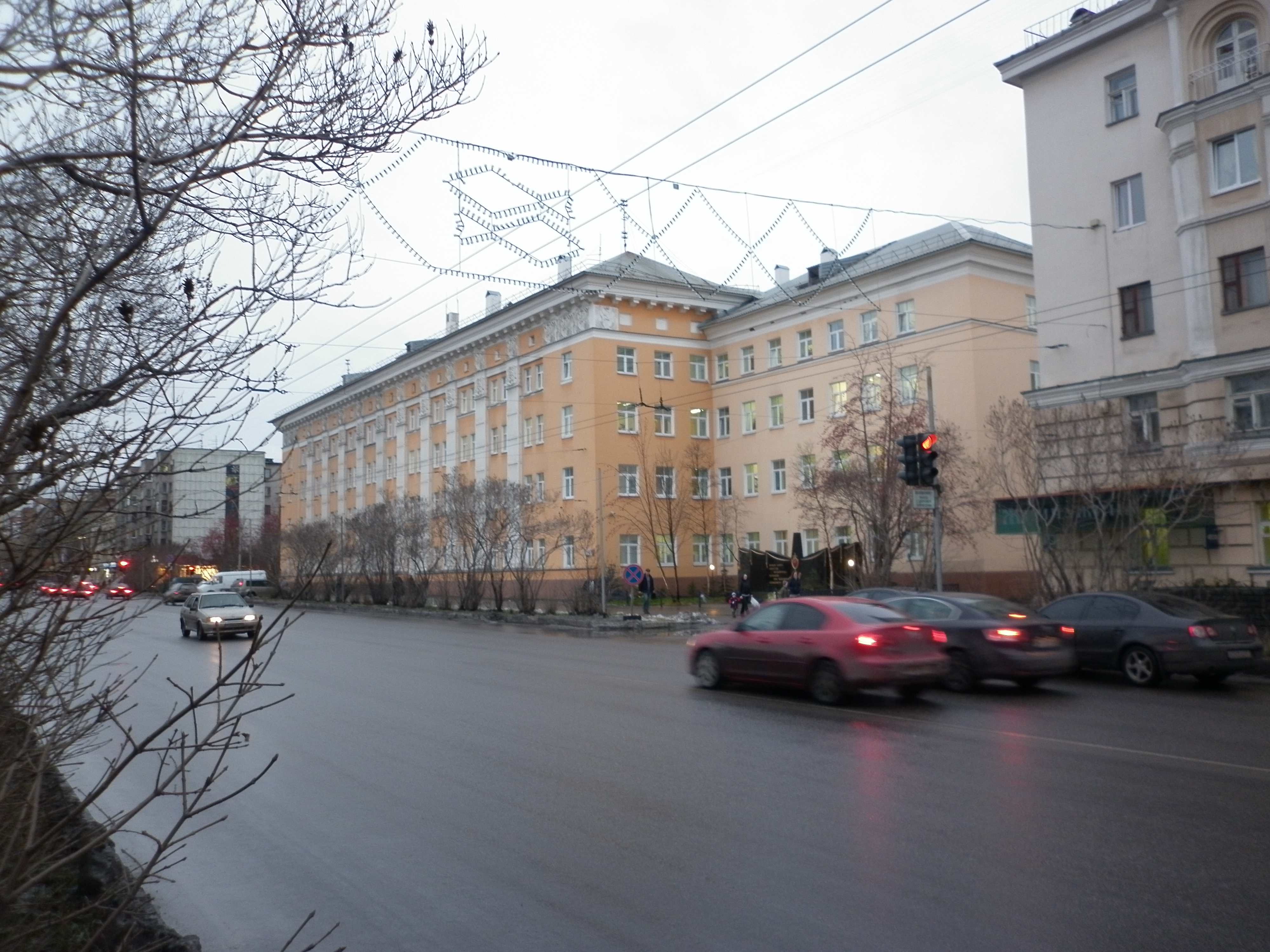
Здание ФСБ и МВД
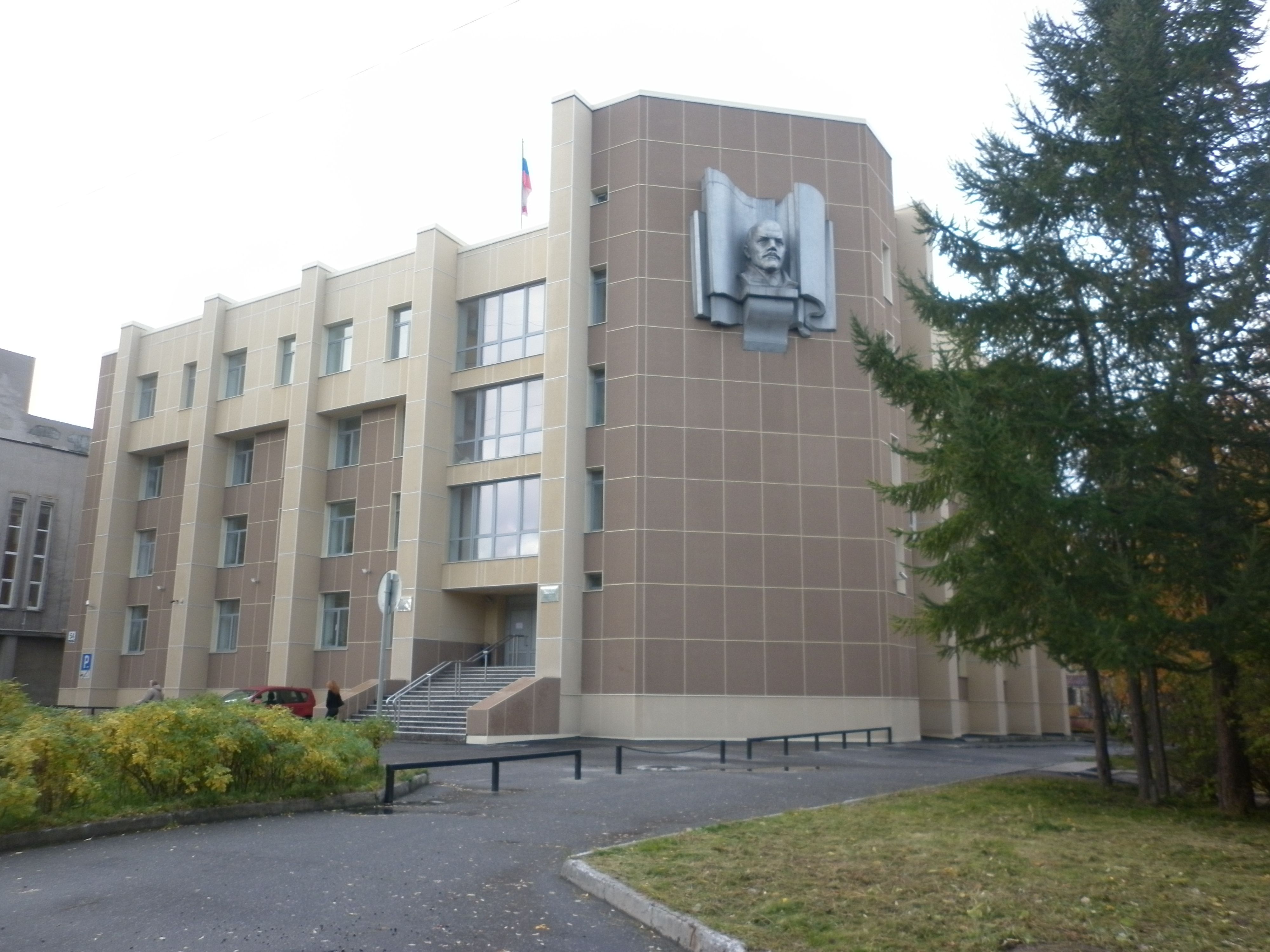
Октябрьский районный суд
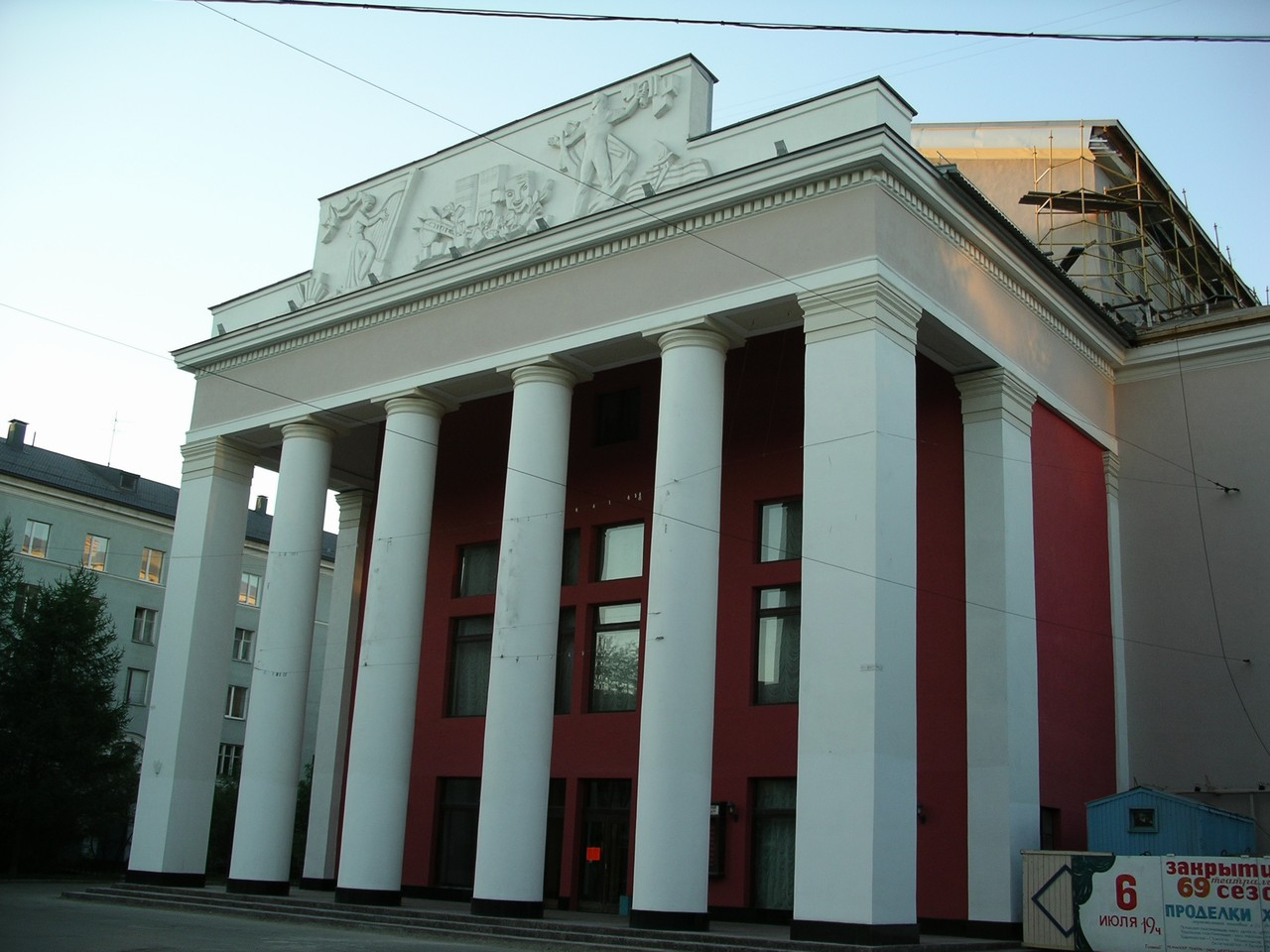
Мурманский областной драматический театр
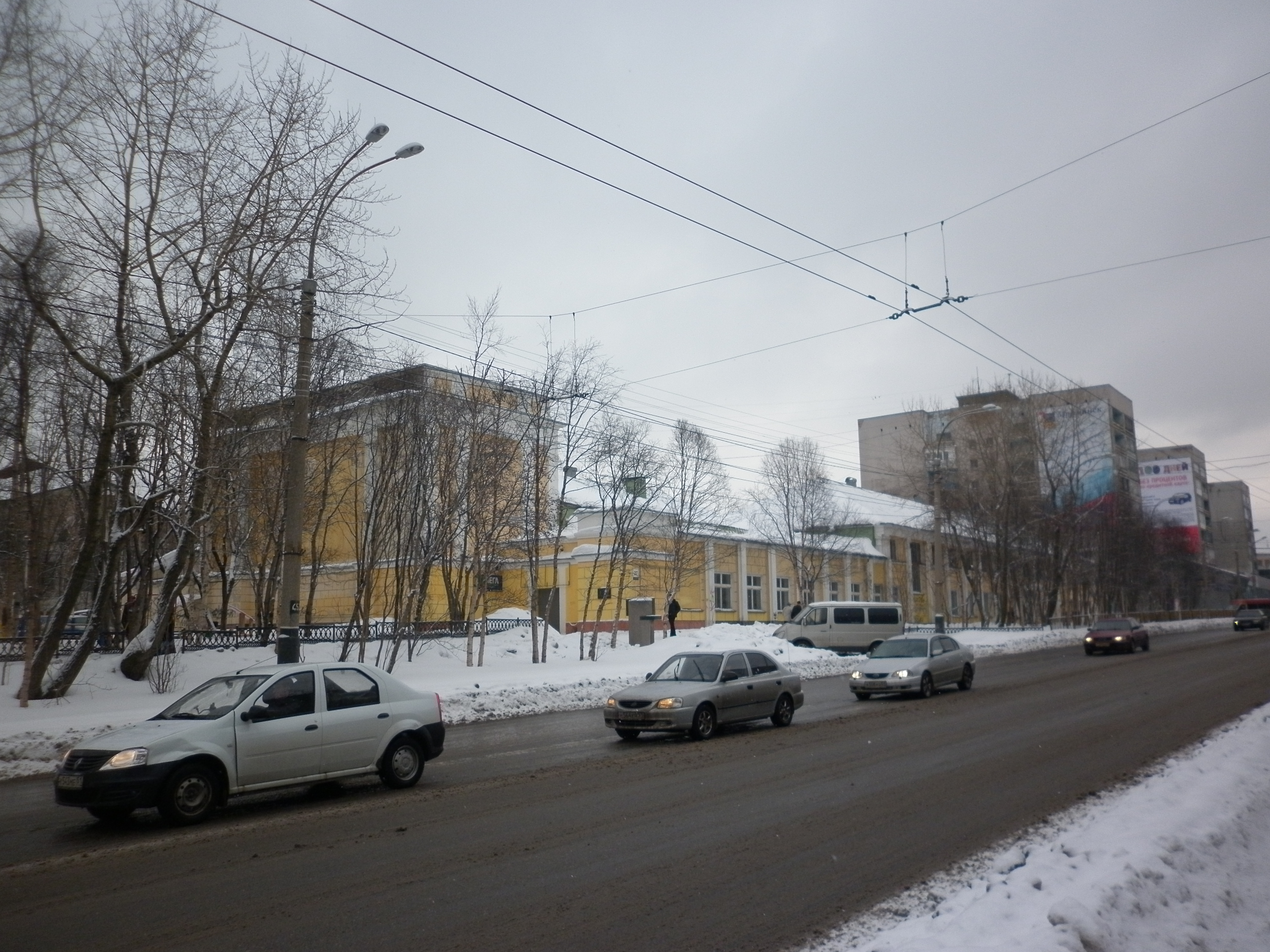
Дом офицеров Мурманского гарнизона

## Дома
Дома на проспекте Ленина имеют нумерацию от 1 до 104.
- № 2 — Первомайский районный суд.
- № 12 — Мурманский областной совет профсоюзов.
- № 14 — Детский театральный центр.
- № 16 — ЗАГС.
- № 27 — Мурманский областной театр кукол (бывший Дом офицеров Мурманского гарнизона)[3]).
- № 34 — Торгово-развлекательный комплекс «Murmansk Mall» и гипермаркет «О’Кей».
- № 42 — АМТС.
- № 43 — институт «Мурманскпромпроект».
- № 49 — Мурманский областной драматический театр.
- № 54 — Октябрьский районный суд.
- № 57 — корпус МАГУ.
- № 59 — гимназия № 2.
- № 64 — здание ФСБ и МВД.
- № 70 и № 72 — «капитанские» дома.
- № 75 — городская и областная администрация.
- № 82 — гостиница «Арктика». Является самым высоким зданием за полярным кругом (18 этажей).
- № 89 — здание комитета по образованию города Мурманска.
- № 92 — Мурманский областной краеведческий музей.